# Lista de asteroides (180001-181000)
Esta é uma lista parcial de asteroides, do asteroide número 180001 até o 181000, inclusive. Veja também o índice com todas as listas disponíveis.

| Objeto Próximos à Terra | Cinturão de asteroides (interno) | Cinturão de asteroides (externo) | Centauro       |
| Cruzador de Marte       | Cinturão de asteroides (meio)    | Troianos de Júpiter              | Transnetuniano |

Veja mais dados de cada asteroide na ligação externa para o Minor Planet Center na última coluna.
Índice: 180001... 180101... 180201... 180301... 180401... 180501... 180601... 180701... 180801... 180901... 

## 180001–180100
| Designação | Designação | Descoberta  | Descoberta       | Descobridor(es)        | Categoria | Mais informações / Referência |
| Permanente | Provisória | Data        | Local            | Descobridor(es)        | Categoria | Mais informações / Referência |
| ---------- | ---------- | ----------- | ---------------- | ---------------------- | --------- | ----------------------------- |
| 180001     | 2002 YZ    | 27 dez 2002 | Anderson Mesa    | LONEOS                 | —         | MPC                           |
| 180002     | 2002 YD4   | 28 dez 2002 | Anderson Mesa    | LONEOS                 | —         | MPC                           |
| 180003     | 2002 YU5   | 27 dez 2002 | Anderson Mesa    | LONEOS                 | —         | MPC                           |
| 180004     | 2002 YY8   | 31 dez 2002 | Socorro          | LINEAR                 | —         | MPC                           |
| 180005     | 2002 YQ12  | 31 dez 2002 | Socorro          | LINEAR                 | —         | MPC                           |
| 180006     | 2002 YQ13  | 31 dez 2002 | Socorro          | LINEAR                 | —         | MPC                           |
| 180007     | 2002 YM14  | 31 dez 2002 | Socorro          | LINEAR                 | —         | MPC                           |
| 180008     | 2002 YZ18  | 31 dez 2002 | Socorro          | LINEAR                 | —         | MPC                           |
| 180009     | 2002 YY20  | 31 dez 2002 | Socorro          | LINEAR                 | —         | MPC                           |
| 180010     | 2002 YR22  | 31 dez 2002 | Socorro          | LINEAR                 | Brangane  | MPC                           |
| 180011     | 2002 YO25  | 31 dez 2002 | Socorro          | LINEAR                 | —         | MPC                           |
| 180012     | 2002 YM26  | 31 dez 2002 | Socorro          | LINEAR                 | —         | MPC                           |
| 180013     | 2002 YV26  | 31 dez 2002 | Socorro          | LINEAR                 | —         | MPC                           |
| 180014     | 2002 YP32  | 27 dez 2002 | Palomar          | NEAT                   | —         | MPC                           |
| 180015     | 2003 AH1   | 1 jan 2003  | Socorro          | LINEAR                 | —         | MPC                           |
| 180016     | 2003 AW1   | 2 jan 2003  | Socorro          | LINEAR                 | —         | MPC                           |
| 180017     | 2003 AJ2   | 2 jan 2003  | Socorro          | LINEAR                 | —         | MPC                           |
| 180018     | 2003 AU8   | 3 jan 2003  | Socorro          | LINEAR                 | —         | MPC                           |
| 180019     | 2003 AR10  | 1 jan 2003  | Socorro          | LINEAR                 | —         | MPC                           |
| 180020     | 2003 AO12  | 1 jan 2003  | Socorro          | LINEAR                 | —         | MPC                           |
| 180021     | 2003 AP14  | 2 jan 2003  | Socorro          | LINEAR                 | —         | MPC                           |
| 180022     | 2003 AD16  | 4 jan 2003  | Socorro          | LINEAR                 | —         | MPC                           |
| 180023     | 2003 AU16  | 5 jan 2003  | Anderson Mesa    | LONEOS                 | —         | MPC                           |
| 180024     | 2003 AO17  | 4 jan 2003  | Socorro          | LINEAR                 | —         | MPC                           |
| 180025     | 2003 AU20  | 5 jan 2003  | Socorro          | LINEAR                 | —         | MPC                           |
| 180026     | 2003 AD22  | 5 jan 2003  | Socorro          | LINEAR                 | —         | MPC                           |
| 180027     | 2003 AY24  | 4 jan 2003  | Socorro          | LINEAR                 | —         | MPC                           |
| 180028     | 2003 AM33  | 5 jan 2003  | Socorro          | LINEAR                 | —         | MPC                           |
| 180029     | 2003 AS37  | 7 jan 2003  | Socorro          | LINEAR                 | —         | MPC                           |
| 180030     | 2003 AM39  | 7 jan 2003  | Socorro          | LINEAR                 | —         | MPC                           |
| 180031     | 2003 AR43  | 5 jan 2003  | Socorro          | LINEAR                 | Eos       | MPC                           |
| 180032     | 2003 AU44  | 5 jan 2003  | Socorro          | LINEAR                 | —         | MPC                           |
| 180033     | 2003 AV48  | 5 jan 2003  | Socorro          | LINEAR                 | —         | MPC                           |
| 180034     | 2003 AH52  | 5 jan 2003  | Socorro          | LINEAR                 | —         | MPC                           |
| 180035     | 2003 AG60  | 5 jan 2003  | Socorro          | LINEAR                 | —         | MPC                           |
| 180036     | 2003 AD63  | 8 jan 2003  | Socorro          | LINEAR                 | —         | MPC                           |
| 180037     | 2003 AD65  | 7 jan 2003  | Socorro          | LINEAR                 | —         | MPC                           |
| 180038     | 2003 AO66  | 7 jan 2003  | Socorro          | LINEAR                 | —         | MPC                           |
| 180039     | 2003 AR67  | 8 jan 2003  | Socorro          | LINEAR                 | —         | MPC                           |
| 180040     | 2003 AX72  | 10 jan 2003 | Socorro          | LINEAR                 | —         | MPC                           |
| 180041     | 2003 AY72  | 10 jan 2003 | Socorro          | LINEAR                 | —         | MPC                           |
| 180042     | 2003 AQ75  | 10 jan 2003 | Socorro          | LINEAR                 | —         | MPC                           |
| 180043     | 2003 AF77  | 10 jan 2003 | Socorro          | LINEAR                 | —         | MPC                           |
| 180044     | 2003 AJ88  | 2 jan 2003  | Socorro          | LINEAR                 | —         | MPC                           |
| 180045     | 2003 AR91  | 5 jan 2003  | Anderson Mesa    | LONEOS                 | —         | MPC                           |
| 180046     | 2003 BB5   | 24 jan 2003 | La Silla         | A. Boattini, H. Scholl | —         | MPC                           |
| 180047     | 2003 BM9   | 26 jan 2003 | Palomar          | NEAT                   | —         | MPC                           |
| 180048     | 2003 BH10  | 26 jan 2003 | Palomar          | NEAT                   | —         | MPC                           |
| 180049     | 2003 BN14  | 26 jan 2003 | Haleakalā        | NEAT                   | Phocaea   | MPC                           |
| 180050     | 2003 BR21  | 27 jan 2003 | Socorro          | LINEAR                 | —         | MPC                           |
| 180051     | 2003 BJ22  | 25 jan 2003 | Palomar          | NEAT                   | —         | MPC                           |
| 180052     | 2003 BU23  | 25 jan 2003 | Palomar          | NEAT                   | —         | MPC                           |
| 180053     | 2003 BU25  | 26 jan 2003 | Palomar          | NEAT                   | —         | MPC                           |
| 180054     | 2003 BY30  | 27 jan 2003 | Socorro          | LINEAR                 | —         | MPC                           |
| 180055     | 2003 BR32  | 27 jan 2003 | Kitt Peak        | Spacewatch             | —         | MPC                           |
| 180056     | 2003 BO39  | 27 jan 2003 | Socorro          | LINEAR                 | —         | MPC                           |
| 180057     | 2003 BU45  | 30 jan 2003 | Palomar          | NEAT                   | —         | MPC                           |
| 180058     | 2003 BM50  | 27 jan 2003 | Socorro          | LINEAR                 | —         | MPC                           |
| 180059     | 2003 BL65  | 30 jan 2003 | Anderson Mesa    | LONEOS                 | —         | MPC                           |
| 180060     | 2003 BV65  | 30 jan 2003 | Socorro          | LINEAR                 | —         | MPC                           |
| 180061     | 2003 BG66  | 30 jan 2003 | Anderson Mesa    | LONEOS                 | —         | MPC                           |
| 180062     | 2003 BT71  | 28 jan 2003 | Socorro          | LINEAR                 | —         | MPC                           |
| 180063     | 2003 BC76  | 29 jan 2003 | Palomar          | NEAT                   | —         | MPC                           |
| 180064     | 2003 BP78  | 31 jan 2003 | Socorro          | LINEAR                 | —         | MPC                           |
| 180065     | 2003 BF79  | 31 jan 2003 | Anderson Mesa    | LONEOS                 | —         | MPC                           |
| 180066     | 2003 BN79  | 31 jan 2003 | Anderson Mesa    | LONEOS                 | —         | MPC                           |
| 180067     | 2003 BY80  | 30 jan 2003 | Anderson Mesa    | LONEOS                 | —         | MPC                           |
| 180068     | 2003 BK82  | 31 jan 2003 | Socorro          | LINEAR                 | —         | MPC                           |
| 180069     | 2003 BW82  | 31 jan 2003 | Socorro          | LINEAR                 | —         | MPC                           |
| 180070     | 2003 BU90  | 31 jan 2003 | Socorro          | LINEAR                 | —         | MPC                           |
| 180071     | 2003 BH92  | 26 jan 2003 | Anderson Mesa    | LONEOS                 | —         | MPC                           |
| 180072     | 2003 CS2   | 2 fev 2003  | Socorro          | LINEAR                 | —         | MPC                           |
| 180073     | 2003 CX2   | 2 fev 2003  | Socorro          | LINEAR                 | —         | MPC                           |
| 180074     | 2003 CB4   | 1 fev 2003  | Socorro          | LINEAR                 | —         | MPC                           |
| 180075     | 2003 CM12  | 2 fev 2003  | Palomar          | NEAT                   | —         | MPC                           |
| 180076     | 2003 CO12  | 2 fev 2003  | Palomar          | NEAT                   | —         | MPC                           |
| 180077     | 2003 CZ21  | 3 fev 2003  | Goodricke-Pigott | J. W. Kessel           | —         | MPC                           |
| 180078     | 2003 CG25  | 5 fev 2003  | Haleakalā        | NEAT                   | —         | MPC                           |
| 180079     | 2003 DU2   | 22 fev 2003 | Desert Eagle     | W. K. Y. Yeung         | —         | MPC                           |
| 180080     | 2003 DZ10  | 26 fev 2003 | Socorro          | LINEAR                 | —         | MPC                           |
| 180081     | 2003 DA11  | 23 fev 2003 | Kitt Peak        | Spacewatch             | —         | MPC                           |
| 180082     | 2003 DZ11  | 25 fev 2003 | Campo Imperatore | CINEOS                 | —         | MPC                           |
| 180083     | 2003 DT19  | 22 fev 2003 | Palomar          | NEAT                   | —         | MPC                           |
| 180084     | 2003 DV24  | 23 fev 2003 | Kitt Peak        | Spacewatch             | —         | MPC                           |
| 180085     | 2003 EW1   | 3 mar 2003  | Palomar          | NEAT                   | —         | MPC                           |
| 180086     | 2003 EE4   | 6 mar 2003  | Socorro          | LINEAR                 | Juno      | MPC                           |
| 180087     | 2003 EL8   | 6 mar 2003  | Anderson Mesa    | LONEOS                 | —         | MPC                           |
| 180088     | 2003 EQ27  | 6 mar 2003  | Socorro          | LINEAR                 | —         | MPC                           |
| 180089     | 2003 ER27  | 6 mar 2003  | Socorro          | LINEAR                 | —         | MPC                           |
| 180090     | 2003 EX28  | 6 mar 2003  | Socorro          | LINEAR                 | —         | MPC                           |
| 180091     | 2003 ED32  | 7 mar 2003  | Socorro          | LINEAR                 | —         | MPC                           |
| 180092     | 2003 EC36  | 7 mar 2003  | Anderson Mesa    | LONEOS                 | Maria     | MPC                           |
| 180093     | 2003 EJ41  | 9 mar 2003  | Kitt Peak        | Spacewatch             | —         | MPC                           |
| 180094     | 2003 EA42  | 7 mar 2003  | Anderson Mesa    | LONEOS                 | —         | MPC                           |
| 180095     | 2003 EA46  | 7 mar 2003  | Socorro          | LINEAR                 | —         | MPC                           |
| 180096     | 2003 EH49  | 10 mar 2003 | Anderson Mesa    | LONEOS                 | —         | MPC                           |
| 180097     | 2003 EF53  | 8 mar 2003  | Palomar          | NEAT                   | —         | MPC                           |
| 180098     | 2003 EF60  | 6 mar 2003  | Goodricke-Pigott | R. A. Tucker           | —         | MPC                           |
| 180099     | 2003 EY62  | 10 mar 2003 | Campo Imperatore | CINEOS                 | —         | MPC                           |
| 180100     | 2003 FT2   | 23 mar 2003 | Palomar          | NEAT                   | —         | MPC                           |

## 180101–180200
| Designação        | Designação | Descoberta  | Descoberta    | Descobridor(es)           | Categoria | Mais informações / Referência |
| Permanente        | Provisória | Data        | Local         | Descobridor(es)           | Categoria | Mais informações / Referência |
| ----------------- | ---------- | ----------- | ------------- | ------------------------- | --------- | ----------------------------- |
| 180101            | 2003 FB3   | 24 mar 2003 | Socorro       | LINEAR                    | —         | MPC                           |
| 180102            | 2003 FN3   | 24 mar 2003 | Socorro       | LINEAR                    | Juno      | MPC                           |
| 180103            | 2003 FX6   | 26 mar 2003 | Wrightwood    | J. W. Young               | —         | MPC                           |
| 180104            | 2003 FN11  | 23 mar 2003 | Kitt Peak     | Spacewatch                | —         | MPC                           |
| 180105            | 2003 FB12  | 24 mar 2003 | Kitt Peak     | Spacewatch                | —         | MPC                           |
| 180106            | 2003 FB19  | 24 mar 2003 | Haleakalā     | NEAT                      | —         | MPC                           |
| 180107            | 2003 FH22  | 25 mar 2003 | Catalina      | CSS                       | —         | MPC                           |
| 180108            | 2003 FU23  | 23 mar 2003 | Kitt Peak     | Spacewatch                | Brangane  | MPC                           |
| 180109            | 2003 FT26  | 24 mar 2003 | Kitt Peak     | Spacewatch                | —         | MPC                           |
| 180110            | 2003 FP27  | 24 mar 2003 | Kitt Peak     | Spacewatch                | —         | MPC                           |
| 180111            | 2003 FB28  | 24 mar 2003 | Kitt Peak     | Spacewatch                | —         | MPC                           |
| 180112            | 2003 FW28  | 24 mar 2003 | Haleakalā     | NEAT                      | —         | MPC                           |
| 180113            | 2003 FN31  | 23 mar 2003 | Kitt Peak     | Spacewatch                | Brangane  | MPC                           |
| 180114            | 2003 FN34  | 23 mar 2003 | Kitt Peak     | Spacewatch                | —         | MPC                           |
| 180115            | 2003 FC40  | 24 mar 2003 | Kitt Peak     | Spacewatch                | —         | MPC                           |
| 180116            | 2003 FG44  | 23 mar 2003 | Kitt Peak     | Spacewatch                | —         | MPC                           |
| 180117            | 2003 FW46  | 24 mar 2003 | Kitt Peak     | Spacewatch                | —         | MPC                           |
| 180118            | 2003 FN48  | 24 mar 2003 | Kitt Peak     | Spacewatch                | —         | MPC                           |
| 180119            | 2003 FA49  | 24 mar 2003 | Kitt Peak     | Spacewatch                | —         | MPC                           |
| 180120            | 2003 FD50  | 24 mar 2003 | Haleakalā     | NEAT                      | —         | MPC                           |
| 180121            | 2003 FZ52  | 25 mar 2003 | Palomar       | NEAT                      | —         | MPC                           |
| 180122            | 2003 FL53  | 25 mar 2003 | Palomar       | NEAT                      | —         | MPC                           |
| 180123            | 2003 FQ53  | 25 mar 2003 | Palomar       | NEAT                      | —         | MPC                           |
| 180124            | 2003 FQ60  | 26 mar 2003 | Palomar       | NEAT                      | —         | MPC                           |
| 180125            | 2003 FH63  | 26 mar 2003 | Palomar       | NEAT                      | —         | MPC                           |
| 180126            | 2003 FC65  | 26 mar 2003 | Palomar       | NEAT                      | —         | MPC                           |
| 180127            | 2003 FF68  | 26 mar 2003 | Palomar       | NEAT                      | —         | MPC                           |
| 180128            | 2003 FM68  | 26 mar 2003 | Palomar       | NEAT                      | —         | MPC                           |
| 180129            | 2003 FF71  | 26 mar 2003 | Kitt Peak     | Spacewatch                | —         | MPC                           |
| 180130            | 2003 FK74  | 26 mar 2003 | Haleakalā     | NEAT                      | —         | MPC                           |
| 180131            | 2003 FX74  | 26 mar 2003 | Palomar       | NEAT                      | —         | MPC                           |
| 180132            | 2003 FL86  | 28 mar 2003 | Kitt Peak     | Spacewatch                | —         | MPC                           |
| 180133            | 2003 FM86  | 28 mar 2003 | Kitt Peak     | Spacewatch                | —         | MPC                           |
| 180134            | 2003 FE89  | 29 mar 2003 | Anderson Mesa | LONEOS                    | —         | MPC                           |
| 180135            | 2003 FV89  | 29 mar 2003 | Anderson Mesa | LONEOS                    | —         | MPC                           |
| 180136            | 2003 FX102 | 26 mar 2003 | Powell        | M. Glaze                  | —         | MPC                           |
| 180137            | 2003 FD103 | 24 mar 2003 | Kitt Peak     | Spacewatch                | —         | MPC                           |
| 180138            | 2003 FE103 | 24 mar 2003 | Kitt Peak     | Spacewatch                | —         | MPC                           |
| 180139            | 2003 FB108 | 31 mar 2003 | Kitt Peak     | Spacewatch                | —         | MPC                           |
| 180140            | 2003 FE117 | 24 mar 2003 | Kitt Peak     | Spacewatch                | —         | MPC                           |
| 180141 Sperauskas | 2003 FA123 | 26 mar 2003 | Moletai       | K. Černis, J. Zdanavičius | —         | MPC                           |
| 180142            | 2003 FH123 | 27 mar 2003 | Kitt Peak     | Spacewatch                | —         | MPC                           |
| 180143 Gaberogers | 2003 FE124 | 30 mar 2003 | Kitt Peak     | M. W. Buie                | —         | MPC                           |
| 180144            | 2003 GV5   | 1 abr 2003  | Socorro       | LINEAR                    | —         | MPC                           |
| 180145            | 2003 GU7   | 2 abr 2003  | Socorro       | LINEAR                    | —         | MPC                           |
| 180146            | 2003 GL8   | 3 abr 2003  | Anderson Mesa | LONEOS                    | —         | MPC                           |
| 180147            | 2003 GL9   | 2 abr 2003  | Socorro       | LINEAR                    | —         | MPC                           |
| 180148            | 2003 GB14  | 4 abr 2003  | Anderson Mesa | LONEOS                    | —         | MPC                           |
| 180149            | 2003 GK15  | 3 abr 2003  | Anderson Mesa | LONEOS                    | —         | MPC                           |
| 180150            | 2003 GQ16  | 3 abr 2003  | Haleakalā     | NEAT                      | —         | MPC                           |
| 180151            | 2003 GS16  | 4 abr 2003  | Kitt Peak     | Spacewatch                | —         | MPC                           |
| 180152            | 2003 GK22  | 6 abr 2003  | Desert Eagle  | W. K. Y. Yeung            | —         | MPC                           |
| 180153            | 2003 GK25  | 4 abr 2003  | Kitt Peak     | Spacewatch                | —         | MPC                           |
| 180154            | 2003 GN31  | 8 abr 2003  | Kitt Peak     | Spacewatch                | —         | MPC                           |
| 180155            | 2003 GF38  | 8 abr 2003  | Socorro       | LINEAR                    | Brangane  | MPC                           |
| 180156            | 2003 GJ39  | 9 abr 2003  | Kitt Peak     | Spacewatch                | —         | MPC                           |
| 180157            | 2003 GU50  | 8 abr 2003  | Haleakalā     | NEAT                      | Brangane  | MPC                           |
| 180158            | 2003 GT53  | 3 abr 2003  | Anderson Mesa | LONEOS                    | —         | MPC                           |
| 180159            | 2003 GE54  | 3 abr 2003  | Anderson Mesa | LONEOS                    | —         | MPC                           |
| 180160            | 2003 GR54  | 3 abr 2003  | Anderson Mesa | LONEOS                    | —         | MPC                           |
| 180161            | 2003 GU55  | 11 abr 2003 | Kitt Peak     | Spacewatch                | —         | MPC                           |
| 180162            | 2003 HM2   | 25 abr 2003 | Socorro       | LINEAR                    | —         | MPC                           |
| 180163            | 2003 HZ2   | 24 abr 2003 | Kitt Peak     | Spacewatch                | —         | MPC                           |
| 180164            | 2003 HP6   | 25 abr 2003 | Kitt Peak     | Spacewatch                | —         | MPC                           |
| 180165            | 2003 HX6   | 24 abr 2003 | Kitt Peak     | Spacewatch                | —         | MPC                           |
| 180166            | 2003 HN10  | 25 abr 2003 | Anderson Mesa | LONEOS                    | —         | MPC                           |
| 180167            | 2003 HP10  | 25 abr 2003 | Kitt Peak     | Spacewatch                | —         | MPC                           |
| 180168            | 2003 HJ15  | 26 abr 2003 | Haleakalā     | NEAT                      | —         | MPC                           |
| 180169            | 2003 HU15  | 26 abr 2003 | Socorro       | LINEAR                    | Juno      | MPC                           |
| 180170            | 2003 HE23  | 26 abr 2003 | Haleakalā     | NEAT                      | —         | MPC                           |
| 180171            | 2003 HD31  | 26 abr 2003 | Kitt Peak     | Spacewatch                | —         | MPC                           |
| 180172            | 2003 HX32  | 29 abr 2003 | Socorro       | LINEAR                    | Juno      | MPC                           |
| 180173            | 2003 HU40  | 29 abr 2003 | Socorro       | LINEAR                    | Brangane  | MPC                           |
| 180174            | 2003 HN42  | 28 abr 2003 | Socorro       | LINEAR                    | —         | MPC                           |
| 180175            | 2003 HK45  | 29 abr 2003 | Socorro       | LINEAR                    | —         | MPC                           |
| 180176            | 2003 HP54  | 24 abr 2003 | Anderson Mesa | LONEOS                    | —         | MPC                           |
| 180177            | 2003 JR1   | 1 mai 2003  | Socorro       | LINEAR                    | —         | MPC                           |
| 180178            | 2003 JU2   | 1 mai 2003  | Kitt Peak     | Spacewatch                | —         | MPC                           |
| 180179            | 2003 JM8   | 2 mai 2003  | Socorro       | LINEAR                    | —         | MPC                           |
| 180180            | 2003 JC18  | 9 mai 2003  | Socorro       | LINEAR                    | —         | MPC                           |
| 180181            | 2003 KD12  | 27 mai 2003 | Anderson Mesa | LONEOS                    | —         | MPC                           |
| 180182            | 2003 LF4   | 3 jun 2003  | Socorro       | LINEAR                    | —         | MPC                           |
| 180183            | 2003 MC    | 21 jun 2003 | Socorro       | LINEAR                    | Juno      | MPC                           |
| 180184            | 2003 ML5   | 26 jun 2003 | Socorro       | LINEAR                    | —         | MPC                           |
| 180185            | 2003 OO11  | 20 jul 2003 | Palomar       | NEAT                      | Juno      | MPC                           |
| 180186            | 2003 QZ30  | 25 ago 2003 | Socorro       | LINEAR                    | —         | MPC                           |
| 180187            | 2003 QA32  | 21 ago 2003 | Palomar       | NEAT                      | —         | MPC                           |
| 180188            | 2003 QX67  | 25 ago 2003 | Palomar       | NEAT                      | —         | MPC                           |
| 180189            | 2003 QN72  | 23 ago 2003 | Socorro       | LINEAR                    | —         | MPC                           |
| 180190            | 2003 QH79  | 25 ago 2003 | Palomar       | NEAT                      | —         | MPC                           |
| 180191            | 2003 SZ50  | 18 set 2003 | Palomar       | NEAT                      | —         | MPC                           |
| 180192            | 2003 SC53  | 19 set 2003 | Palomar       | NEAT                      | —         | MPC                           |
| 180193            | 2003 SX56  | 16 set 2003 | Kitt Peak     | Spacewatch                | —         | MPC                           |
| 180194            | 2003 SK101 | 20 set 2003 | Palomar       | NEAT                      | —         | MPC                           |
| 180195            | 2003 SF110 | 20 set 2003 | Palomar       | NEAT                      | —         | MPC                           |
| 180196            | 2003 SL110 | 20 set 2003 | Palomar       | NEAT                      | —         | MPC                           |
| 180197            | 2003 SB192 | 19 set 2003 | Palomar       | NEAT                      | —         | MPC                           |
| 180198            | 2003 SU215 | 24 set 2003 | Haleakalā     | NEAT                      | —         | MPC                           |
| 180199            | 2003 SK217 | 27 set 2003 | Desert Eagle  | W. K. Y. Yeung            | —         | MPC                           |
| 180200            | 2003 SC250 | 26 set 2003 | Socorro       | LINEAR                    | —         | MPC                           |

## 180201–180300
| Designação | Designação | Descoberta  | Descoberta    | Descobridor(es) | Categoria | Mais informações / Referência |
| Permanente | Provisória | Data        | Local         | Descobridor(es) | Categoria | Mais informações / Referência |
| ---------- | ---------- | ----------- | ------------- | --------------- | --------- | ----------------------------- |
| 180201     | 2003 ST251 | 26 set 2003 | Socorro       | LINEAR          | —         | MPC                           |
| 180202     | 2003 SO258 | 28 set 2003 | Kitt Peak     | Spacewatch      | —         | MPC                           |
| 180203     | 2003 SU259 | 28 set 2003 | Kitt Peak     | Spacewatch      | —         | MPC                           |
| 180204     | 2003 SB295 | 28 set 2003 | Socorro       | LINEAR          | —         | MPC                           |
| 180205     | 2003 SD295 | 28 set 2003 | Socorro       | LINEAR          | —         | MPC                           |
| 180206     | 2003 SH298 | 18 set 2003 | Haleakalā     | NEAT            | —         | MPC                           |
| 180207     | 2003 SH305 | 17 set 2003 | Palomar       | NEAT            | —         | MPC                           |
| 180208     | 2003 SD311 | 29 set 2003 | Socorro       | LINEAR          | —         | MPC                           |
| 180209     | 2003 SF312 | 30 set 2003 | Kitt Peak     | Spacewatch      | —         | MPC                           |
| 180210     | 2003 SP318 | 18 set 2003 | Socorro       | LINEAR          | —         | MPC                           |
| 180211     | 2003 TE5   | 2 out 2003  | Kitt Peak     | Spacewatch      | —         | MPC                           |
| 180212     | 2003 UE1   | 16 out 2003 | Palomar       | NEAT            | —         | MPC                           |
| 180213     | 2003 UM8   | 19 out 2003 | Wrightwood    | J. W. Young     | —         | MPC                           |
| 180214     | 2003 UB9   | 17 out 2003 | Socorro       | LINEAR          | —         | MPC                           |
| 180215     | 2003 UK9   | 16 out 2003 | Kitt Peak     | Spacewatch      | —         | MPC                           |
| 180216     | 2003 UY9   | 20 out 2003 | Wrightwood    | J. W. Young     | —         | MPC                           |
| 180217     | 2003 UL23  | 22 out 2003 | Kitt Peak     | Spacewatch      | —         | MPC                           |
| 180218     | 2003 UB29  | 22 out 2003 | Kvistaberg    | UDAS            | —         | MPC                           |
| 180219     | 2003 UX39  | 16 out 2003 | Kitt Peak     | Spacewatch      | —         | MPC                           |
| 180220     | 2003 UG44  | 18 out 2003 | Kitt Peak     | Spacewatch      | —         | MPC                           |
| 180221     | 2003 UR55  | 18 out 2003 | Palomar       | NEAT            | —         | MPC                           |
| 180222     | 2003 UA98  | 19 out 2003 | Anderson Mesa | LONEOS          | —         | MPC                           |
| 180223     | 2003 UD107 | 19 out 2003 | Kitt Peak     | Spacewatch      | —         | MPC                           |
| 180224     | 2003 UO123 | 19 out 2003 | Kitt Peak     | Spacewatch      | —         | MPC                           |
| 180225     | 2003 UG127 | 21 out 2003 | Kitt Peak     | Spacewatch      | —         | MPC                           |
| 180226     | 2003 UM130 | 18 out 2003 | Palomar       | NEAT            | —         | MPC                           |
| 180227     | 2003 UN131 | 19 out 2003 | Palomar       | NEAT            | —         | MPC                           |
| 180228     | 2003 UQ135 | 21 out 2003 | Palomar       | NEAT            | —         | MPC                           |
| 180229     | 2003 UZ143 | 18 out 2003 | Anderson Mesa | LONEOS          | —         | MPC                           |
| 180230     | 2003 UW147 | 18 out 2003 | Palomar       | NEAT            | —         | MPC                           |
| 180231     | 2003 UD149 | 19 out 2003 | Haleakalā     | NEAT            | —         | MPC                           |
| 180232     | 2003 UJ180 | 21 out 2003 | Socorro       | LINEAR          | —         | MPC                           |
| 180233     | 2003 UU192 | 30 out 2003 | Socorro       | LINEAR          | —         | MPC                           |
| 180234     | 2003 UY195 | 20 out 2003 | Kitt Peak     | Spacewatch      | —         | MPC                           |
| 180235     | 2003 UF196 | 21 out 2003 | Kitt Peak     | Spacewatch      | —         | MPC                           |
| 180236     | 2003 UG199 | 21 out 2003 | Socorro       | LINEAR          | —         | MPC                           |
| 180237     | 2003 UT224 | 22 out 2003 | Kitt Peak     | Spacewatch      | —         | MPC                           |
| 180238     | 2003 UP225 | 22 out 2003 | Socorro       | LINEAR          | —         | MPC                           |
| 180239     | 2003 UY226 | 23 out 2003 | Kitt Peak     | Spacewatch      | —         | MPC                           |
| 180240     | 2003 UB244 | 24 out 2003 | Socorro       | LINEAR          | —         | MPC                           |
| 180241     | 2003 UC247 | 24 out 2003 | Socorro       | LINEAR          | —         | MPC                           |
| 180242     | 2003 UE247 | 24 out 2003 | Socorro       | LINEAR          | —         | MPC                           |
| 180243     | 2003 UQ252 | 26 out 2003 | Kitt Peak     | Spacewatch      | —         | MPC                           |
| 180244     | 2003 UN254 | 24 out 2003 | Kitt Peak     | Spacewatch      | —         | MPC                           |
| 180245     | 2003 UN259 | 25 out 2003 | Socorro       | LINEAR          | —         | MPC                           |
| 180246     | 2003 UO261 | 26 out 2003 | Kitt Peak     | Spacewatch      | —         | MPC                           |
| 180247     | 2003 UY263 | 27 out 2003 | Kitt Peak     | Spacewatch      | —         | MPC                           |
| 180248     | 2003 UX265 | 27 out 2003 | Kitt Peak     | Spacewatch      | —         | MPC                           |
| 180249     | 2003 UH274 | 30 out 2003 | Socorro       | LINEAR          | —         | MPC                           |
| 180250     | 2003 UG281 | 28 out 2003 | Socorro       | LINEAR          | —         | MPC                           |
| 180251     | 2003 UM283 | 30 out 2003 | Socorro       | LINEAR          | —         | MPC                           |
| 180252     | 2003 UU283 | 30 out 2003 | Socorro       | LINEAR          | —         | MPC                           |
| 180253     | 2003 UO314 | 24 out 2003 | Kitt Peak     | Spacewatch      | —         | MPC                           |
| 180254     | 2003 VY1   | 2 nov 2003  | Socorro       | LINEAR          | —         | MPC                           |
| 180255     | 2003 VM9   | 15 nov 2003 | Palomar       | NEAT            | —         | MPC                           |
| 180256     | 2003 VE10  | 15 nov 2003 | Palomar       | NEAT            | —         | MPC                           |
| 180257     | 2003 WM3   | 16 nov 2003 | Catalina      | CSS             | —         | MPC                           |
| 180258     | 2003 WT5   | 18 nov 2003 | Palomar       | NEAT            | —         | MPC                           |
| 180259     | 2003 WN8   | 16 nov 2003 | Kitt Peak     | Spacewatch      | —         | MPC                           |
| 180260     | 2003 WG12  | 18 nov 2003 | Palomar       | NEAT            | —         | MPC                           |
| 180261     | 2003 WA15  | 16 nov 2003 | Kitt Peak     | Spacewatch      | —         | MPC                           |
| 180262     | 2003 WH18  | 19 nov 2003 | Socorro       | LINEAR          | —         | MPC                           |
| 180263     | 2003 WR19  | 19 nov 2003 | Socorro       | LINEAR          | —         | MPC                           |
| 180264     | 2003 WK24  | 19 nov 2003 | Kitt Peak     | Spacewatch      | —         | MPC                           |
| 180265     | 2003 WC27  | 16 nov 2003 | Kitt Peak     | Spacewatch      | —         | MPC                           |
| 180266     | 2003 WQ34  | 19 nov 2003 | Kitt Peak     | Spacewatch      | —         | MPC                           |
| 180267     | 2003 WG36  | 19 nov 2003 | Kitt Peak     | Spacewatch      | —         | MPC                           |
| 180268     | 2003 WH38  | 19 nov 2003 | Socorro       | LINEAR          | —         | MPC                           |
| 180269     | 2003 WB41  | 19 nov 2003 | Kitt Peak     | Spacewatch      | —         | MPC                           |
| 180270     | 2003 WY45  | 20 nov 2003 | Socorro       | LINEAR          | —         | MPC                           |
| 180271     | 2003 WZ49  | 19 nov 2003 | Socorro       | LINEAR          | —         | MPC                           |
| 180272     | 2003 WD58  | 18 nov 2003 | Kitt Peak     | Spacewatch      | —         | MPC                           |
| 180273     | 2003 WH60  | 18 nov 2003 | Palomar       | NEAT            | —         | MPC                           |
| 180274     | 2003 WC63  | 19 nov 2003 | Kitt Peak     | Spacewatch      | —         | MPC                           |
| 180275     | 2003 WV63  | 19 nov 2003 | Kitt Peak     | Spacewatch      | —         | MPC                           |
| 180276     | 2003 WU64  | 19 nov 2003 | Socorro       | LINEAR          | —         | MPC                           |
| 180277     | 2003 WY65  | 19 nov 2003 | Kitt Peak     | Spacewatch      | —         | MPC                           |
| 180278     | 2003 WS70  | 20 nov 2003 | Palomar       | NEAT            | —         | MPC                           |
| 180279     | 2003 WX72  | 20 nov 2003 | Socorro       | LINEAR          | —         | MPC                           |
| 180280     | 2003 WO73  | 20 nov 2003 | Socorro       | LINEAR          | —         | MPC                           |
| 180281     | 2003 WP76  | 19 nov 2003 | Socorro       | LINEAR          | —         | MPC                           |
| 180282     | 2003 WC78  | 20 nov 2003 | Kitt Peak     | Spacewatch      | —         | MPC                           |
| 180283     | 2003 WH81  | 20 nov 2003 | Kitt Peak     | Spacewatch      | —         | MPC                           |
| 180284     | 2003 WQ86  | 21 nov 2003 | Socorro       | LINEAR          | —         | MPC                           |
| 180285     | 2003 WC90  | 16 nov 2003 | Kitt Peak     | Spacewatch      | —         | MPC                           |
| 180286     | 2003 WT90  | 18 nov 2003 | Palomar       | NEAT            | —         | MPC                           |
| 180287     | 2003 WX94  | 19 nov 2003 | Anderson Mesa | LONEOS          | —         | MPC                           |
| 180288     | 2003 WH102 | 21 nov 2003 | Socorro       | LINEAR          | —         | MPC                           |
| 180289     | 2003 WO104 | 21 nov 2003 | Socorro       | LINEAR          | —         | MPC                           |
| 180290     | 2003 WH109 | 20 nov 2003 | Socorro       | LINEAR          | —         | MPC                           |
| 180291     | 2003 WZ113 | 20 nov 2003 | Socorro       | LINEAR          | —         | MPC                           |
| 180292     | 2003 WJ119 | 20 nov 2003 | Socorro       | LINEAR          | —         | MPC                           |
| 180293     | 2003 WS119 | 20 nov 2003 | Socorro       | LINEAR          | —         | MPC                           |
| 180294     | 2003 WG120 | 20 nov 2003 | Socorro       | LINEAR          | —         | MPC                           |
| 180295     | 2003 WQ120 | 20 nov 2003 | Socorro       | LINEAR          | —         | MPC                           |
| 180296     | 2003 WM127 | 20 nov 2003 | Socorro       | LINEAR          | —         | MPC                           |
| 180297     | 2003 WW127 | 20 nov 2003 | Socorro       | LINEAR          | —         | MPC                           |
| 180298     | 2003 WG129 | 21 nov 2003 | Socorro       | LINEAR          | —         | MPC                           |
| 180299     | 2003 WP130 | 21 nov 2003 | Socorro       | LINEAR          | —         | MPC                           |
| 180300     | 2003 WY132 | 21 nov 2003 | Socorro       | LINEAR          | —         | MPC                           |

## 180301–180400
| Designação      | Designação | Descoberta  | Descoberta    | Descobridor(es) | Categoria | Mais informações / Referência |
| Permanente      | Provisória | Data        | Local         | Descobridor(es) | Categoria | Mais informações / Referência |
| --------------- | ---------- | ----------- | ------------- | --------------- | --------- | ----------------------------- |
| 180301          | 2003 WE139 | 21 nov 2003 | Socorro       | LINEAR          | —         | MPC                           |
| 180302          | 2003 WR139 | 21 nov 2003 | Socorro       | LINEAR          | —         | MPC                           |
| 180303          | 2003 WQ140 | 21 nov 2003 | Socorro       | LINEAR          | —         | MPC                           |
| 180304          | 2003 WW140 | 21 nov 2003 | Socorro       | LINEAR          | —         | MPC                           |
| 180305          | 2003 WD151 | 24 nov 2003 | Palomar       | NEAT            | —         | MPC                           |
| 180306          | 2003 WQ160 | 30 nov 2003 | Kitt Peak     | Spacewatch      | —         | MPC                           |
| 180307          | 2003 WA162 | 30 nov 2003 | Kitt Peak     | Spacewatch      | —         | MPC                           |
| 180308          | 2003 WF170 | 20 nov 2003 | Catalina      | CSS             | —         | MPC                           |
| 180309          | 2003 XR    | 3 dez 2003  | Socorro       | LINEAR          | —         | MPC                           |
| 180310          | 2003 XF1   | 1 dez 2003  | Kitt Peak     | Spacewatch      | —         | MPC                           |
| 180311          | 2003 XQ2   | 1 dez 2003  | Socorro       | LINEAR          | —         | MPC                           |
| 180312          | 2003 XC3   | 1 dez 2003  | Socorro       | LINEAR          | —         | MPC                           |
| 180313          | 2003 XY3   | 1 dez 2003  | Socorro       | LINEAR          | —         | MPC                           |
| 180314          | 2003 XR4   | 1 dez 2003  | Socorro       | LINEAR          | —         | MPC                           |
| 180315          | 2003 XD7   | 3 dez 2003  | Socorro       | LINEAR          | —         | MPC                           |
| 180316          | 2003 XQ7   | 1 dez 2003  | Socorro       | LINEAR          | —         | MPC                           |
| 180317          | 2003 XS7   | 1 dez 2003  | Socorro       | LINEAR          | —         | MPC                           |
| 180318          | 2003 XE12  | 14 dez 2003 | Palomar       | NEAT            | —         | MPC                           |
| 180319          | 2003 XR21  | 14 dez 2003 | Kitt Peak     | Spacewatch      | —         | MPC                           |
| 180320          | 2003 XA26  | 1 dez 2003  | Socorro       | LINEAR          | —         | MPC                           |
| 180321          | 2003 XG38  | 4 dez 2003  | Socorro       | LINEAR          | —         | MPC                           |
| 180322          | 2003 YK2   | 17 dez 2003 | Črni Vrh      | Črni Vrh        | —         | MPC                           |
| 180323          | 2003 YJ4   | 16 dez 2003 | Catalina      | CSS             | —         | MPC                           |
| 180324          | 2003 YQ4   | 17 dez 2003 | Socorro       | LINEAR          | —         | MPC                           |
| 180325          | 2003 YQ5   | 16 dez 2003 | Catalina      | CSS             | —         | MPC                           |
| 180326          | 2003 YW12  | 17 dez 2003 | Anderson Mesa | LONEOS          | —         | MPC                           |
| 180327          | 2003 YD16  | 17 dez 2003 | Anderson Mesa | LONEOS          | —         | MPC                           |
| 180328          | 2003 YE16  | 17 dez 2003 | Anderson Mesa | LONEOS          | —         | MPC                           |
| 180329          | 2003 YH17  | 17 dez 2003 | Kitt Peak     | Spacewatch      | —         | MPC                           |
| 180330          | 2003 YE21  | 17 dez 2003 | Kitt Peak     | Spacewatch      | —         | MPC                           |
| 180331          | 2003 YN21  | 17 dez 2003 | Kitt Peak     | Spacewatch      | —         | MPC                           |
| 180332          | 2003 YQ21  | 17 dez 2003 | Kitt Peak     | Spacewatch      | —         | MPC                           |
| 180333          | 2003 YE29  | 17 dez 2003 | Kitt Peak     | Spacewatch      | —         | MPC                           |
| 180334          | 2003 YN30  | 18 dez 2003 | Socorro       | LINEAR          | —         | MPC                           |
| 180335          | 2003 YC33  | 16 dez 2003 | Catalina      | CSS             | —         | MPC                           |
| 180336          | 2003 YO34  | 18 dez 2003 | Socorro       | LINEAR          | —         | MPC                           |
| 180337          | 2003 YZ35  | 19 dez 2003 | Socorro       | LINEAR          | —         | MPC                           |
| 180338          | 2003 YS37  | 18 dez 2003 | Kitt Peak     | Spacewatch      | —         | MPC                           |
| 180339          | 2003 YJ42  | 19 dez 2003 | Kitt Peak     | Spacewatch      | Mitidika  | MPC                           |
| 180340          | 2003 YN47  | 18 dez 2003 | Socorro       | LINEAR          | —         | MPC                           |
| 180341          | 2003 YQ55  | 19 dez 2003 | Socorro       | LINEAR          | —         | MPC                           |
| 180342          | 2003 YH58  | 19 dez 2003 | Socorro       | LINEAR          | —         | MPC                           |
| 180343          | 2003 YX60  | 19 dez 2003 | Socorro       | LINEAR          | —         | MPC                           |
| 180344          | 2003 YB61  | 19 dez 2003 | Socorro       | LINEAR          | —         | MPC                           |
| 180345          | 2003 YE63  | 19 dez 2003 | Socorro       | LINEAR          | —         | MPC                           |
| 180346          | 2003 YA64  | 19 dez 2003 | Socorro       | LINEAR          | —         | MPC                           |
| 180347          | 2003 YK65  | 19 dez 2003 | Socorro       | LINEAR          | —         | MPC                           |
| 180348          | 2003 YS68  | 19 dez 2003 | Socorro       | LINEAR          | —         | MPC                           |
| 180349          | 2003 YW71  | 18 dez 2003 | Socorro       | LINEAR          | —         | MPC                           |
| 180350          | 2003 YR73  | 18 dez 2003 | Socorro       | LINEAR          | —         | MPC                           |
| 180351          | 2003 YV73  | 18 dez 2003 | Socorro       | LINEAR          | Mitidika  | MPC                           |
| 180352          | 2003 YD75  | 18 dez 2003 | Socorro       | LINEAR          | —         | MPC                           |
| 180353          | 2003 YG75  | 18 dez 2003 | Socorro       | LINEAR          | —         | MPC                           |
| 180354          | 2003 YL76  | 18 dez 2003 | Socorro       | LINEAR          | —         | MPC                           |
| 180355          | 2003 YK78  | 18 dez 2003 | Socorro       | LINEAR          | —         | MPC                           |
| 180356          | 2003 YO82  | 18 dez 2003 | Socorro       | LINEAR          | —         | MPC                           |
| 180357          | 2003 YM84  | 19 dez 2003 | Socorro       | LINEAR          | —         | MPC                           |
| 180358          | 2003 YA85  | 19 dez 2003 | Socorro       | LINEAR          | —         | MPC                           |
| 180359          | 2003 YQ85  | 19 dez 2003 | Socorro       | LINEAR          | —         | MPC                           |
| 180360          | 2003 YJ91  | 20 dez 2003 | Socorro       | LINEAR          | —         | MPC                           |
| 180361          | 2003 YS93  | 21 dez 2003 | Socorro       | LINEAR          | —         | MPC                           |
| 180362          | 2003 YA94  | 21 dez 2003 | Kitt Peak     | Spacewatch      | —         | MPC                           |
| 180363          | 2003 YZ94  | 19 dez 2003 | Socorro       | LINEAR          | —         | MPC                           |
| 180364          | 2003 YG106 | 22 dez 2003 | Socorro       | LINEAR          | —         | MPC                           |
| 180365          | 2003 YZ106 | 22 dez 2003 | Kitt Peak     | Spacewatch      | —         | MPC                           |
| 180366          | 2003 YA109 | 22 dez 2003 | Socorro       | LINEAR          | —         | MPC                           |
| 180367 Vonfeldt | 2003 YQ110 | 22 dez 2003 | Needville     | D. Wells        | —         | MPC                           |
| 180368          | 2003 YB111 | 27 dez 2003 | Desert Eagle  | W. K. Y. Yeung  | —         | MPC                           |
| 180369          | 2003 YQ111 | 23 dez 2003 | Socorro       | LINEAR          | —         | MPC                           |
| 180370          | 2003 YB120 | 27 dez 2003 | Socorro       | LINEAR          | —         | MPC                           |
| 180371          | 2003 YW122 | 27 dez 2003 | Socorro       | LINEAR          | —         | MPC                           |
| 180372          | 2003 YH125 | 27 dez 2003 | Socorro       | LINEAR          | —         | MPC                           |
| 180373          | 2003 YJ125 | 27 dez 2003 | Socorro       | LINEAR          | —         | MPC                           |
| 180374          | 2003 YW127 | 27 dez 2003 | Socorro       | LINEAR          | —         | MPC                           |
| 180375          | 2003 YH129 | 27 dez 2003 | Socorro       | LINEAR          | —         | MPC                           |
| 180376          | 2003 YC131 | 28 dez 2003 | Socorro       | LINEAR          | —         | MPC                           |
| 180377          | 2003 YC134 | 28 dez 2003 | Socorro       | LINEAR          | —         | MPC                           |
| 180378          | 2003 YE134 | 28 dez 2003 | Socorro       | LINEAR          | —         | MPC                           |
| 180379          | 2003 YR136 | 18 dez 2003 | Palomar       | NEAT            | —         | MPC                           |
| 180380          | 2003 YO139 | 28 dez 2003 | Socorro       | LINEAR          | —         | MPC                           |
| 180381          | 2003 YG140 | 28 dez 2003 | Socorro       | LINEAR          | —         | MPC                           |
| 180382          | 2003 YV144 | 28 dez 2003 | Socorro       | LINEAR          | —         | MPC                           |
| 180383          | 2003 YJ146 | 28 dez 2003 | Socorro       | LINEAR          | —         | MPC                           |
| 180384          | 2003 YF147 | 29 dez 2003 | Socorro       | LINEAR          | —         | MPC                           |
| 180385          | 2003 YJ151 | 29 dez 2003 | Catalina      | CSS             | —         | MPC                           |
| 180386          | 2003 YS153 | 29 dez 2003 | Catalina      | CSS             | —         | MPC                           |
| 180387          | 2003 YQ168 | 18 dez 2003 | Socorro       | LINEAR          | —         | MPC                           |
| 180388          | 2003 YU171 | 18 dez 2003 | Kitt Peak     | Spacewatch      | —         | MPC                           |
| 180389          | 2004 AD2   | 13 jan 2004 | Anderson Mesa | LONEOS          | Chloris   | MPC                           |
| 180390          | 2004 AM7   | 13 jan 2004 | Anderson Mesa | LONEOS          | —         | MPC                           |
| 180391          | 2004 AO7   | 13 jan 2004 | Anderson Mesa | LONEOS          | —         | MPC                           |
| 180392          | 2004 AQ7   | 13 jan 2004 | Anderson Mesa | LONEOS          | —         | MPC                           |
| 180393          | 2004 AC10  | 15 jan 2004 | Kitt Peak     | Spacewatch      | Mitidika  | MPC                           |
| 180394          | 2004 AG10  | 15 jan 2004 | Kitt Peak     | Spacewatch      | —         | MPC                           |
| 180395          | 2004 AH13  | 13 jan 2004 | Kitt Peak     | Spacewatch      | —         | MPC                           |
| 180396          | 2004 BK2   | 16 jan 2004 | Palomar       | NEAT            | Mitidika  | MPC                           |
| 180397          | 2004 BB5   | 16 jan 2004 | Palomar       | NEAT            | —         | MPC                           |
| 180398          | 2004 BC10  | 16 jan 2004 | Palomar       | NEAT            | —         | MPC                           |
| 180399          | 2004 BN11  | 16 jan 2004 | Palomar       | NEAT            | —         | MPC                           |
| 180400          | 2004 BD12  | 16 jan 2004 | Palomar       | NEAT            | —         | MPC                           |

## 180401–180500
| Designação | Designação | Descoberta  | Descoberta    | Descobridor(es) | Categoria | Mais informações / Referência |
| Permanente | Provisória | Data        | Local         | Descobridor(es) | Categoria | Mais informações / Referência |
| ---------- | ---------- | ----------- | ------------- | --------------- | --------- | ----------------------------- |
| 180401     | 2004 BT19  | 17 jan 2004 | Palomar       | NEAT            | —         | MPC                           |
| 180402     | 2004 BR20  | 16 jan 2004 | Kitt Peak     | Spacewatch      | —         | MPC                           |
| 180403     | 2004 BC24  | 19 jan 2004 | Anderson Mesa | LONEOS          | —         | MPC                           |
| 180404     | 2004 BT27  | 18 jan 2004 | Palomar       | NEAT            | Mitidika  | MPC                           |
| 180405     | 2004 BG28  | 18 jan 2004 | Palomar       | NEAT            | —         | MPC                           |
| 180406     | 2004 BJ29  | 18 jan 2004 | Palomar       | NEAT            | —         | MPC                           |
| 180407     | 2004 BA32  | 19 jan 2004 | Kitt Peak     | Spacewatch      | —         | MPC                           |
| 180408     | 2004 BV36  | 19 jan 2004 | Kitt Peak     | Spacewatch      | Mitidika  | MPC                           |
| 180409     | 2004 BX37  | 19 jan 2004 | Catalina      | CSS             | —         | MPC                           |
| 180410     | 2004 BT42  | 19 jan 2004 | Catalina      | CSS             | Phocaea   | MPC                           |
| 180411     | 2004 BY43  | 22 jan 2004 | Socorro       | LINEAR          | —         | MPC                           |
| 180412     | 2004 BY44  | 22 jan 2004 | Socorro       | LINEAR          | —         | MPC                           |
| 180413     | 2004 BO46  | 21 jan 2004 | Socorro       | LINEAR          | —         | MPC                           |
| 180414     | 2004 BR46  | 21 jan 2004 | Socorro       | LINEAR          | —         | MPC                           |
| 180415     | 2004 BZ46  | 21 jan 2004 | Socorro       | LINEAR          | —         | MPC                           |
| 180416     | 2004 BT50  | 21 jan 2004 | Socorro       | LINEAR          | —         | MPC                           |
| 180417     | 2004 BH56  | 23 jan 2004 | Anderson Mesa | LONEOS          | —         | MPC                           |
| 180418     | 2004 BW57  | 23 jan 2004 | Anderson Mesa | LONEOS          | —         | MPC                           |
| 180419     | 2004 BO70  | 22 jan 2004 | Socorro       | LINEAR          | —         | MPC                           |
| 180420     | 2004 BZ72  | 24 jan 2004 | Socorro       | LINEAR          | —         | MPC                           |
| 180421     | 2004 BT73  | 24 jan 2004 | Socorro       | LINEAR          | —         | MPC                           |
| 180422     | 2004 BO75  | 23 jan 2004 | Anderson Mesa | LONEOS          | Phocaea   | MPC                           |
| 180423     | 2004 BQ75  | 23 jan 2004 | Socorro       | LINEAR          | —         | MPC                           |
| 180424     | 2004 BJ78  | 22 jan 2004 | Socorro       | LINEAR          | —         | MPC                           |
| 180425     | 2004 BL78  | 22 jan 2004 | Socorro       | LINEAR          | —         | MPC                           |
| 180426     | 2004 BK81  | 26 jan 2004 | Anderson Mesa | LONEOS          | —         | MPC                           |
| 180427     | 2004 BQ82  | 23 jan 2004 | Socorro       | LINEAR          | —         | MPC                           |
| 180428     | 2004 BR83  | 23 jan 2004 | Socorro       | LINEAR          | —         | MPC                           |
| 180429     | 2004 BY84  | 27 jan 2004 | Socorro       | LINEAR          | —         | MPC                           |
| 180430     | 2004 BF93  | 27 jan 2004 | Anderson Mesa | LONEOS          | —         | MPC                           |
| 180431     | 2004 BR96  | 24 jan 2004 | Socorro       | LINEAR          | —         | MPC                           |
| 180432     | 2004 BB97  | 24 jan 2004 | Socorro       | LINEAR          | —         | MPC                           |
| 180433     | 2004 BD99  | 27 jan 2004 | Kitt Peak     | Spacewatch      | —         | MPC                           |
| 180434     | 2004 BV101 | 29 jan 2004 | Socorro       | LINEAR          | —         | MPC                           |
| 180435     | 2004 BD104 | 23 jan 2004 | Socorro       | LINEAR          | —         | MPC                           |
| 180436     | 2004 BA106 | 26 jan 2004 | Anderson Mesa | LONEOS          | —         | MPC                           |
| 180437     | 2004 BJ106 | 26 jan 2004 | Anderson Mesa | LONEOS          | —         | MPC                           |
| 180438     | 2004 BY106 | 27 jan 2004 | Kitt Peak     | Spacewatch      | —         | MPC                           |
| 180439     | 2004 BN107 | 28 jan 2004 | Catalina      | CSS             | —         | MPC                           |
| 180440     | 2004 BQ107 | 28 jan 2004 | Catalina      | CSS             | —         | MPC                           |
| 180441     | 2004 BA109 | 28 jan 2004 | Catalina      | CSS             | —         | MPC                           |
| 180442     | 2004 BC109 | 28 jan 2004 | Kitt Peak     | Spacewatch      | Mitidika  | MPC                           |
| 180443     | 2004 BL113 | 28 jan 2004 | Socorro       | LINEAR          | —         | MPC                           |
| 180444     | 2004 BY113 | 29 jan 2004 | Socorro       | LINEAR          | —         | MPC                           |
| 180445     | 2004 BG116 | 26 jan 2004 | Anderson Mesa | LONEOS          | —         | MPC                           |
| 180446     | 2004 BH116 | 26 jan 2004 | Anderson Mesa | LONEOS          | —         | MPC                           |
| 180447     | 2004 BJ118 | 29 jan 2004 | Socorro       | LINEAR          | —         | MPC                           |
| 180448     | 2004 BQ124 | 16 jan 2004 | Palomar       | NEAT            | —         | MPC                           |
| 180449     | 2004 BG128 | 16 jan 2004 | Kitt Peak     | Spacewatch      | Mitidika  | MPC                           |
| 180450     | 2004 BK142 | 19 jan 2004 | Socorro       | LINEAR          | —         | MPC                           |
| 180451     | 2004 BR146 | 22 jan 2004 | Socorro       | LINEAR          | —         | MPC                           |
| 180452     | 2004 BB148 | 16 jan 2004 | Kitt Peak     | Spacewatch      | —         | MPC                           |
| 180453     | 2004 BR149 | 16 jan 2004 | Kitt Peak     | Spacewatch      | —         | MPC                           |
| 180454     | 2004 BH150 | 17 jan 2004 | Palomar       | NEAT            | —         | MPC                           |
| 180455     | 2004 BZ162 | 17 jan 2004 | Kitt Peak     | Spacewatch      | —         | MPC                           |
| 180456     | 2004 CN    | 3 fev 2004  | Socorro       | LINEAR          | —         | MPC                           |
| 180457     | 2004 CQ2   | 12 fev 2004 | Desert Eagle  | W. K. Y. Yeung  | —         | MPC                           |
| 180458     | 2004 CJ4   | 10 fev 2004 | Palomar       | NEAT            | —         | MPC                           |
| 180459     | 2004 CY5   | 10 fev 2004 | Palomar       | NEAT            | —         | MPC                           |
| 180460     | 2004 CD13  | 11 fev 2004 | Palomar       | NEAT            | —         | MPC                           |
| 180461     | 2004 CB17  | 11 fev 2004 | Kitt Peak     | Spacewatch      | Mitidika  | MPC                           |
| 180462     | 2004 CV17  | 10 fev 2004 | Palomar       | NEAT            | —         | MPC                           |
| 180463     | 2004 CQ18  | 10 fev 2004 | Palomar       | NEAT            | —         | MPC                           |
| 180464     | 2004 CZ21  | 11 fev 2004 | Palomar       | NEAT            | —         | MPC                           |
| 180465     | 2004 CT26  | 11 fev 2004 | Catalina      | CSS             | —         | MPC                           |
| 180466     | 2004 CW26  | 11 fev 2004 | Palomar       | NEAT            | Mitidika  | MPC                           |
| 180467     | 2004 CC27  | 11 fev 2004 | Palomar       | NEAT            | —         | MPC                           |
| 180468     | 2004 CS27  | 12 fev 2004 | Kitt Peak     | Spacewatch      | Mitidika  | MPC                           |
| 180469     | 2004 CV36  | 12 fev 2004 | Desert Eagle  | W. K. Y. Yeung  | —         | MPC                           |
| 180470     | 2004 CH40  | 11 fev 2004 | Catalina      | CSS             | —         | MPC                           |
| 180471     | 2004 CH43  | 12 fev 2004 | Kitt Peak     | Spacewatch      | —         | MPC                           |
| 180472     | 2004 CN46  | 13 fev 2004 | Kitt Peak     | Spacewatch      | —         | MPC                           |
| 180473     | 2004 CG51  | 13 fev 2004 | Desert Eagle  | W. K. Y. Yeung  | —         | MPC                           |
| 180474     | 2004 CU52  | 10 fev 2004 | Catalina      | CSS             | —         | MPC                           |
| 180475     | 2004 CX52  | 10 fev 2004 | Catalina      | CSS             | —         | MPC                           |
| 180476     | 2004 CG54  | 11 fev 2004 | Kitt Peak     | Spacewatch      | —         | MPC                           |
| 180477     | 2004 CF56  | 14 fev 2004 | Haleakalā     | NEAT            | —         | MPC                           |
| 180478     | 2004 CQ61  | 11 fev 2004 | Kitt Peak     | Spacewatch      | —         | MPC                           |
| 180479     | 2004 CB63  | 12 fev 2004 | Palomar       | NEAT            | —         | MPC                           |
| 180480     | 2004 CU67  | 10 fev 2004 | Catalina      | CSS             | —         | MPC                           |
| 180481     | 2004 CE68  | 11 fev 2004 | Kitt Peak     | Spacewatch      | —         | MPC                           |
| 180482     | 2004 CO69  | 11 fev 2004 | Palomar       | NEAT            | —         | MPC                           |
| 180483     | 2004 CP69  | 11 fev 2004 | Palomar       | NEAT            | —         | MPC                           |
| 180484     | 2004 CJ71  | 13 fev 2004 | Kitt Peak     | Spacewatch      | —         | MPC                           |
| 180485     | 2004 CP72  | 13 fev 2004 | Kitt Peak     | Spacewatch      | —         | MPC                           |
| 180486     | 2004 CO73  | 14 fev 2004 | Haleakalā     | NEAT            | —         | MPC                           |
| 180487     | 2004 CW75  | 11 fev 2004 | Kitt Peak     | Spacewatch      | —         | MPC                           |
| 180488     | 2004 CK76  | 11 fev 2004 | Palomar       | NEAT            | —         | MPC                           |
| 180489     | 2004 CJ78  | 11 fev 2004 | Palomar       | NEAT            | Mitidika  | MPC                           |
| 180490     | 2004 CM78  | 11 fev 2004 | Palomar       | NEAT            | —         | MPC                           |
| 180491     | 2004 CM79  | 11 fev 2004 | Palomar       | NEAT            | Mitidika  | MPC                           |
| 180492     | 2004 CX79  | 11 fev 2004 | Palomar       | NEAT            | —         | MPC                           |
| 180493     | 2004 CK81  | 12 fev 2004 | Kitt Peak     | Spacewatch      | —         | MPC                           |
| 180494     | 2004 CP82  | 12 fev 2004 | Kitt Peak     | Spacewatch      | —         | MPC                           |
| 180495     | 2004 CL84  | 13 fev 2004 | Kitt Peak     | Spacewatch      | —         | MPC                           |
| 180496     | 2004 CQ84  | 13 fev 2004 | Kitt Peak     | Spacewatch      | —         | MPC                           |
| 180497     | 2004 CT86  | 15 fev 2004 | Palomar       | NEAT            | —         | MPC                           |
| 180498     | 2004 CC90  | 12 fev 2004 | Kitt Peak     | Spacewatch      | —         | MPC                           |
| 180499     | 2004 CM90  | 12 fev 2004 | Palomar       | NEAT            | —         | MPC                           |
| 180500     | 2004 CT91  | 13 fev 2004 | Palomar       | NEAT            | —         | MPC                           |

## 180501–180600
| Designação | Designação | Descoberta  | Descoberta       | Descobridor(es)       | Categoria | Mais informações / Referência |
| Permanente | Provisória | Data        | Local            | Descobridor(es)       | Categoria | Mais informações / Referência |
| ---------- | ---------- | ----------- | ---------------- | --------------------- | --------- | ----------------------------- |
| 180501     | 2004 CK92  | 14 fev 2004 | Haleakalā        | NEAT                  | —         | MPC                           |
| 180502     | 2004 CT93  | 11 fev 2004 | Kitt Peak        | Spacewatch            | —         | MPC                           |
| 180503     | 2004 CA99  | 14 fev 2004 | Catalina         | CSS                   | —         | MPC                           |
| 180504     | 2004 CR99  | 15 fev 2004 | Catalina         | CSS                   | —         | MPC                           |
| 180505     | 2004 CM100 | 15 fev 2004 | Catalina         | CSS                   | —         | MPC                           |
| 180506     | 2004 CD101 | 15 fev 2004 | Catalina         | CSS                   | —         | MPC                           |
| 180507     | 2004 CA118 | 11 fev 2004 | Palomar          | NEAT                  | —         | MPC                           |
| 180508     | 2004 CT130 | 14 fev 2004 | Kitt Peak        | Spacewatch            | —         | MPC                           |
| 180509     | 2004 DZ2   | 16 fev 2004 | Kitt Peak        | Spacewatch            | —         | MPC                           |
| 180510     | 2004 DH5   | 16 fev 2004 | Kitt Peak        | Spacewatch            | —         | MPC                           |
| 180511     | 2004 DC10  | 17 fev 2004 | Kitt Peak        | Spacewatch            | —         | MPC                           |
| 180512     | 2004 DX15  | 17 fev 2004 | Socorro          | LINEAR                | —         | MPC                           |
| 180513     | 2004 DV17  | 18 fev 2004 | Socorro          | LINEAR                | Mitidika  | MPC                           |
| 180514     | 2004 DB21  | 17 fev 2004 | Socorro          | LINEAR                | —         | MPC                           |
| 180515     | 2004 DB26  | 16 fev 2004 | Socorro          | LINEAR                | —         | MPC                           |
| 180516     | 2004 DL30  | 17 fev 2004 | Socorro          | LINEAR                | —         | MPC                           |
| 180517     | 2004 DX30  | 17 fev 2004 | Socorro          | LINEAR                | —         | MPC                           |
| 180518     | 2004 DP32  | 18 fev 2004 | Kitt Peak        | Spacewatch            | —         | MPC                           |
| 180519     | 2004 DZ32  | 18 fev 2004 | Socorro          | LINEAR                | —         | MPC                           |
| 180520     | 2004 DA33  | 18 fev 2004 | Socorro          | LINEAR                | —         | MPC                           |
| 180521     | 2004 DJ35  | 19 fev 2004 | Socorro          | LINEAR                | —         | MPC                           |
| 180522     | 2004 DS36  | 19 fev 2004 | Socorro          | LINEAR                | —         | MPC                           |
| 180523     | 2004 DR38  | 20 fev 2004 | Kleť             | Kleť Obs.             | —         | MPC                           |
| 180524     | 2004 DK39  | 22 fev 2004 | Kitt Peak        | Spacewatch            | —         | MPC                           |
| 180525     | 2004 DN42  | 19 fev 2004 | Socorro          | LINEAR                | —         | MPC                           |
| 180526     | 2004 DB45  | 23 fev 2004 | Socorro          | LINEAR                | —         | MPC                           |
| 180527     | 2004 DL47  | 19 fev 2004 | Socorro          | LINEAR                | —         | MPC                           |
| 180528     | 2004 DJ48  | 19 fev 2004 | Socorro          | LINEAR                | —         | MPC                           |
| 180529     | 2004 DS48  | 19 fev 2004 | Socorro          | LINEAR                | —         | MPC                           |
| 180530     | 2004 DV51  | 23 fev 2004 | Socorro          | LINEAR                | —         | MPC                           |
| 180531     | 2004 DK55  | 22 fev 2004 | Kitt Peak        | Spacewatch            | —         | MPC                           |
| 180532     | 2004 DU59  | 25 fev 2004 | Socorro          | LINEAR                | —         | MPC                           |
| 180533     | 2004 DO70  | 26 fev 2004 | Socorro          | LINEAR                | —         | MPC                           |
| 180534     | 2004 DE74  | 17 fev 2004 | Kitt Peak        | Spacewatch            | —         | MPC                           |
| 180535     | 2004 DE77  | 18 fev 2004 | Socorro          | LINEAR                | —         | MPC                           |
| 180536     | 2004 EV    | 1 mar 2004  | Catalina         | CSS                   | —         | MPC                           |
| 180537     | 2004 EB1   | 14 mar 2004 | Wrightwood       | J. W. Young           | —         | MPC                           |
| 180538     | 2004 EA5   | 11 mar 2004 | Palomar          | NEAT                  | —         | MPC                           |
| 180539     | 2004 EJ8   | 13 mar 2004 | Palomar          | NEAT                  | —         | MPC                           |
| 180540     | 2004 EY9   | 11 mar 2004 | Palomar          | NEAT                  | —         | MPC                           |
| 180541     | 2004 ES10  | 15 mar 2004 | Desert Eagle     | W. K. Y. Yeung        | —         | MPC                           |
| 180542     | 2004 ER11  | 10 mar 2004 | Palomar          | NEAT                  | —         | MPC                           |
| 180543     | 2004 EY14  | 11 mar 2004 | Palomar          | NEAT                  | —         | MPC                           |
| 180544     | 2004 ET15  | 12 mar 2004 | Palomar          | NEAT                  | —         | MPC                           |
| 180545     | 2004 EJ16  | 12 mar 2004 | Palomar          | NEAT                  | —         | MPC                           |
| 180546     | 2004 ED17  | 12 mar 2004 | Palomar          | NEAT                  | —         | MPC                           |
| 180547     | 2004 EO17  | 12 mar 2004 | Palomar          | NEAT                  | —         | MPC                           |
| 180548     | 2004 EQ17  | 12 mar 2004 | Palomar          | NEAT                  | —         | MPC                           |
| 180549     | 2004 EV19  | 14 mar 2004 | Socorro          | LINEAR                | Phocaea   | MPC                           |
| 180550     | 2004 EX20  | 15 mar 2004 | Socorro          | LINEAR                | —         | MPC                           |
| 180551     | 2004 EE22  | 15 mar 2004 | Socorro          | LINEAR                | —         | MPC                           |
| 180552     | 2004 EB24  | 15 mar 2004 | Catalina         | CSS                   | —         | MPC                           |
| 180553     | 2004 ED24  | 15 mar 2004 | Goodricke-Pigott | Goodricke-Pigott Obs. | —         | MPC                           |
| 180554     | 2004 EH24  | 15 mar 2004 | Črni Vrh         | Črni Vrh              | —         | MPC                           |
| 180555     | 2004 ER25  | 13 mar 2004 | Palomar          | NEAT                  | —         | MPC                           |
| 180556     | 2004 EV25  | 13 mar 2004 | Palomar          | NEAT                  | —         | MPC                           |
| 180557     | 2004 ET34  | 12 mar 2004 | Palomar          | NEAT                  | —         | MPC                           |
| 180558     | 2004 EF47  | 15 mar 2004 | Kitt Peak        | Spacewatch            | —         | MPC                           |
| 180559     | 2004 ES53  | 15 mar 2004 | Socorro          | LINEAR                | —         | MPC                           |
| 180560     | 2004 EB54  | 15 mar 2004 | Campo Imperatore | CINEOS                | —         | MPC                           |
| 180561     | 2004 EU56  | 14 mar 2004 | Palomar          | NEAT                  | —         | MPC                           |
| 180562     | 2004 EC66  | 14 mar 2004 | Kitt Peak        | Spacewatch            | —         | MPC                           |
| 180563     | 2004 EB67  | 15 mar 2004 | Kitt Peak        | Spacewatch            | —         | MPC                           |
| 180564     | 2004 EM68  | 15 mar 2004 | Socorro          | LINEAR                | —         | MPC                           |
| 180565     | 2004 EU70  | 15 mar 2004 | Kitt Peak        | Spacewatch            | —         | MPC                           |
| 180566     | 2004 EE73  | 15 mar 2004 | Catalina         | CSS                   | —         | MPC                           |
| 180567     | 2004 ET80  | 15 mar 2004 | Catalina         | CSS                   | —         | MPC                           |
| 180568     | 2004 EC84  | 14 mar 2004 | Palomar          | NEAT                  | —         | MPC                           |
| 180569     | 2004 ED84  | 14 mar 2004 | Palomar          | NEAT                  | —         | MPC                           |
| 180570     | 2004 EQ86  | 15 mar 2004 | Kitt Peak        | Spacewatch            | —         | MPC                           |
| 180571     | 2004 EA87  | 15 mar 2004 | Kitt Peak        | Spacewatch            | —         | MPC                           |
| 180572     | 2004 ER102 | 15 mar 2004 | Kitt Peak        | Spacewatch            | —         | MPC                           |
| 180573     | 2004 EF106 | 15 mar 2004 | Kitt Peak        | Spacewatch            | —         | MPC                           |
| 180574     | 2004 EP108 | 15 mar 2004 | Kitt Peak        | Spacewatch            | —         | MPC                           |
| 180575     | 2004 FU7   | 16 mar 2004 | Socorro          | LINEAR                | —         | MPC                           |
| 180576     | 2004 FV7   | 16 mar 2004 | Palomar          | NEAT                  | —         | MPC                           |
| 180577     | 2004 FA10  | 16 mar 2004 | Campo Imperatore | CINEOS                | —         | MPC                           |
| 180578     | 2004 FL18  | 28 mar 2004 | Desert Eagle     | W. K. Y. Yeung        | —         | MPC                           |
| 180579     | 2004 FU19  | 16 mar 2004 | Socorro          | LINEAR                | —         | MPC                           |
| 180580     | 2004 FF20  | 16 mar 2004 | Socorro          | LINEAR                | —         | MPC                           |
| 180581     | 2004 FS20  | 16 mar 2004 | Catalina         | CSS                   | —         | MPC                           |
| 180582     | 2004 FU22  | 17 mar 2004 | Kitt Peak        | Spacewatch            | —         | MPC                           |
| 180583     | 2004 FP24  | 17 mar 2004 | Socorro          | LINEAR                | —         | MPC                           |
| 180584     | 2004 FD27  | 17 mar 2004 | Kitt Peak        | Spacewatch            | —         | MPC                           |
| 180585     | 2004 FJ35  | 16 mar 2004 | Kitt Peak        | Spacewatch            | —         | MPC                           |
| 180586     | 2004 FL35  | 16 mar 2004 | Socorro          | LINEAR                | —         | MPC                           |
| 180587     | 2004 FQ35  | 16 mar 2004 | Socorro          | LINEAR                | —         | MPC                           |
| 180588     | 2004 FK41  | 18 mar 2004 | Socorro          | LINEAR                | —         | MPC                           |
| 180589     | 2004 FR41  | 21 mar 2004 | Anderson Mesa    | LONEOS                | —         | MPC                           |
| 180590     | 2004 FN44  | 16 mar 2004 | Desert Eagle     | W. K. Y. Yeung        | —         | MPC                           |
| 180591     | 2004 FC47  | 18 mar 2004 | Kitt Peak        | Spacewatch            | —         | MPC                           |
| 180592     | 2004 FK49  | 18 mar 2004 | Socorro          | LINEAR                | —         | MPC                           |
| 180593     | 2004 FG51  | 19 mar 2004 | Palomar          | NEAT                  | —         | MPC                           |
| 180594     | 2004 FH61  | 19 mar 2004 | Socorro          | LINEAR                | —         | MPC                           |
| 180595     | 2004 FP61  | 19 mar 2004 | Socorro          | LINEAR                | —         | MPC                           |
| 180596     | 2004 FJ63  | 19 mar 2004 | Socorro          | LINEAR                | —         | MPC                           |
| 180597     | 2004 FL64  | 19 mar 2004 | Socorro          | LINEAR                | —         | MPC                           |
| 180598     | 2004 FS64  | 19 mar 2004 | Socorro          | LINEAR                | —         | MPC                           |
| 180599     | 2004 FQ79  | 20 mar 2004 | Haleakalā        | NEAT                  | Phocaea   | MPC                           |
| 180600     | 2004 FV79  | 20 mar 2004 | Kitt Peak        | Spacewatch            | —         | MPC                           |

## 180601–180700
| Designação     | Designação | Descoberta  | Descoberta    | Descobridor(es) | Categoria | Mais informações / Referência |
| Permanente     | Provisória | Data        | Local         | Descobridor(es) | Categoria | Mais informações / Referência |
| -------------- | ---------- | ----------- | ------------- | --------------- | --------- | ----------------------------- |
| 180601         | 2004 FH81  | 16 mar 2004 | Socorro       | LINEAR          | Eos       | MPC                           |
| 180602         | 2004 FM82  | 17 mar 2004 | Kitt Peak     | Spacewatch      | —         | MPC                           |
| 180603         | 2004 FY83  | 18 mar 2004 | Kitt Peak     | Spacewatch      | —         | MPC                           |
| 180604         | 2004 FX89  | 20 mar 2004 | Socorro       | LINEAR          | —         | MPC                           |
| 180605         | 2004 FC92  | 29 mar 2004 | Socorro       | LINEAR          | —         | MPC                           |
| 180606         | 2004 FE94  | 22 mar 2004 | Socorro       | LINEAR          | —         | MPC                           |
| 180607         | 2004 FM94  | 23 mar 2004 | Kitt Peak     | Spacewatch      | —         | MPC                           |
| 180608         | 2004 FB96  | 23 mar 2004 | Socorro       | LINEAR          | —         | MPC                           |
| 180609         | 2004 FQ97  | 23 mar 2004 | Socorro       | LINEAR          | —         | MPC                           |
| 180610         | 2004 FD100 | 23 mar 2004 | Kitt Peak     | Spacewatch      | —         | MPC                           |
| 180611         | 2004 FD105 | 23 mar 2004 | Socorro       | LINEAR          | —         | MPC                           |
| 180612         | 2004 FP106 | 20 mar 2004 | Socorro       | LINEAR          | —         | MPC                           |
| 180613         | 2004 FM108 | 23 mar 2004 | Kitt Peak     | Spacewatch      | —         | MPC                           |
| 180614         | 2004 FV116 | 23 mar 2004 | Socorro       | LINEAR          | —         | MPC                           |
| 180615         | 2004 FZ117 | 22 mar 2004 | Socorro       | LINEAR          | —         | MPC                           |
| 180616         | 2004 FQ118 | 22 mar 2004 | Socorro       | LINEAR          | —         | MPC                           |
| 180617         | 2004 FZ118 | 22 mar 2004 | Socorro       | LINEAR          | —         | MPC                           |
| 180618         | 2004 FD121 | 23 mar 2004 | Socorro       | LINEAR          | —         | MPC                           |
| 180619         | 2004 FZ121 | 24 mar 2004 | Anderson Mesa | LONEOS          | —         | MPC                           |
| 180620         | 2004 FE126 | 27 mar 2004 | Socorro       | LINEAR          | —         | MPC                           |
| 180621         | 2004 FM126 | 27 mar 2004 | Socorro       | LINEAR          | —         | MPC                           |
| 180622         | 2004 FD127 | 27 mar 2004 | Socorro       | LINEAR          | —         | MPC                           |
| 180623         | 2004 FJ127 | 27 mar 2004 | Socorro       | LINEAR          | —         | MPC                           |
| 180624         | 2004 FW127 | 27 mar 2004 | Socorro       | LINEAR          | —         | MPC                           |
| 180625         | 2004 FW134 | 26 mar 2004 | Socorro       | LINEAR          | —         | MPC                           |
| 180626         | 2004 FL136 | 27 mar 2004 | Anderson Mesa | LONEOS          | Phocaea   | MPC                           |
| 180627         | 2004 FD137 | 28 mar 2004 | Anderson Mesa | LONEOS          | —         | MPC                           |
| 180628         | 2004 FE137 | 28 mar 2004 | Catalina      | CSS             | —         | MPC                           |
| 180629         | 2004 FY139 | 26 mar 2004 | Socorro       | LINEAR          | —         | MPC                           |
| 180630         | 2004 FQ141 | 27 mar 2004 | Socorro       | LINEAR          | —         | MPC                           |
| 180631         | 2004 FF148 | 19 mar 2004 | Socorro       | LINEAR          | —         | MPC                           |
| 180632         | 2004 FG160 | 18 mar 2004 | Socorro       | LINEAR          | —         | MPC                           |
| 180633         | 2004 FL160 | 18 mar 2004 | Socorro       | LINEAR          | —         | MPC                           |
| 180634         | 2004 FG161 | 18 mar 2004 | Kitt Peak     | Spacewatch      | —         | MPC                           |
| 180635         | 2004 FG165 | 27 mar 2004 | Socorro       | LINEAR          | —         | MPC                           |
| 180636         | 2004 GG4   | 11 abr 2004 | Palomar       | NEAT            | —         | MPC                           |
| 180637         | 2004 GC5   | 11 abr 2004 | Palomar       | NEAT            | —         | MPC                           |
| 180638         | 2004 GK7   | 12 abr 2004 | Kitt Peak     | Spacewatch      | —         | MPC                           |
| 180639         | 2004 GQ9   | 12 abr 2004 | Kitt Peak     | Spacewatch      | —         | MPC                           |
| 180640         | 2004 GJ14  | 13 abr 2004 | Catalina      | CSS             | —         | MPC                           |
| 180641         | 2004 GL14  | 13 abr 2004 | Kitt Peak     | Spacewatch      | —         | MPC                           |
| 180642         | 2004 GY17  | 12 abr 2004 | Kitt Peak     | Spacewatch      | —         | MPC                           |
| 180643 Cardoen | 2004 GK20  | 14 abr 2004 | Vicques       | M. Ory          | —         | MPC                           |
| 180644         | 2004 GO22  | 12 abr 2004 | Palomar       | NEAT            | —         | MPC                           |
| 180645         | 2004 GD23  | 12 abr 2004 | Kitt Peak     | Spacewatch      | —         | MPC                           |
| 180646         | 2004 GE26  | 14 abr 2004 | Kitt Peak     | Spacewatch      | —         | MPC                           |
| 180647         | 2004 GQ27  | 15 abr 2004 | Palomar       | NEAT            | —         | MPC                           |
| 180648         | 2004 GY29  | 12 abr 2004 | Kitt Peak     | Spacewatch      | —         | MPC                           |
| 180649         | 2004 GK30  | 12 abr 2004 | Kitt Peak     | Spacewatch      | —         | MPC                           |
| 180650         | 2004 GK32  | 12 abr 2004 | Palomar       | NEAT            | —         | MPC                           |
| 180651         | 2004 GT33  | 12 abr 2004 | Kitt Peak     | Spacewatch      | —         | MPC                           |
| 180652         | 2004 GE34  | 12 abr 2004 | Siding Spring | SSS             | —         | MPC                           |
| 180653         | 2004 GR34  | 13 abr 2004 | Kitt Peak     | Spacewatch      | —         | MPC                           |
| 180654         | 2004 GZ34  | 13 abr 2004 | Palomar       | NEAT            | —         | MPC                           |
| 180655         | 2004 GP35  | 13 abr 2004 | Palomar       | NEAT            | —         | MPC                           |
| 180656         | 2004 GH36  | 13 abr 2004 | Palomar       | NEAT            | —         | MPC                           |
| 180657         | 2004 GL36  | 13 abr 2004 | Palomar       | NEAT            | —         | MPC                           |
| 180658         | 2004 GF40  | 11 abr 2004 | Palomar       | NEAT            | —         | MPC                           |
| 180659         | 2004 GL41  | 13 abr 2004 | Palomar       | NEAT            | —         | MPC                           |
| 180660         | 2004 GQ42  | 15 abr 2004 | Catalina      | CSS             | —         | MPC                           |
| 180661         | 2004 GB43  | 15 abr 2004 | Palomar       | NEAT            | —         | MPC                           |
| 180662         | 2004 GQ46  | 12 abr 2004 | Kitt Peak     | Spacewatch      | —         | MPC                           |
| 180663         | 2004 GW46  | 12 abr 2004 | Kitt Peak     | Spacewatch      | —         | MPC                           |
| 180664         | 2004 GD60  | 14 abr 2004 | Kitt Peak     | Spacewatch      | —         | MPC                           |
| 180665         | 2004 GF60  | 14 abr 2004 | Kitt Peak     | Spacewatch      | —         | MPC                           |
| 180666         | 2004 GC61  | 15 abr 2004 | Anderson Mesa | LONEOS          | —         | MPC                           |
| 180667         | 2004 GW63  | 13 abr 2004 | Kitt Peak     | Spacewatch      | —         | MPC                           |
| 180668         | 2004 GG65  | 13 abr 2004 | Kitt Peak     | Spacewatch      | —         | MPC                           |
| 180669         | 2004 GQ65  | 13 abr 2004 | Kitt Peak     | Spacewatch      | —         | MPC                           |
| 180670         | 2004 GW72  | 14 abr 2004 | Kitt Peak     | Spacewatch      | —         | MPC                           |
| 180671         | 2004 GX72  | 14 abr 2004 | Anderson Mesa | LONEOS          | —         | MPC                           |
| 180672         | 2004 GC74  | 13 abr 2004 | Siding Spring | SSS             | —         | MPC                           |
| 180673         | 2004 GL74  | 15 abr 2004 | Palomar       | NEAT            | —         | MPC                           |
| 180674         | 2004 GW76  | 15 abr 2004 | Palomar       | NEAT            | —         | MPC                           |
| 180675         | 2004 GK77  | 14 abr 2004 | Socorro       | LINEAR          | —         | MPC                           |
| 180676         | 2004 GL77  | 14 abr 2004 | Socorro       | LINEAR          | —         | MPC                           |
| 180677         | 2004 GL79  | 12 abr 2004 | Kitt Peak     | Spacewatch      | —         | MPC                           |
| 180678         | 2004 GZ81  | 13 abr 2004 | Catalina      | CSS             | —         | MPC                           |
| 180679         | 2004 GM82  | 14 abr 2004 | Kitt Peak     | Spacewatch      | —         | MPC                           |
| 180680         | 2004 GE83  | 14 abr 2004 | Kitt Peak     | Spacewatch      | —         | MPC                           |
| 180681         | 2004 GG87  | 14 abr 2004 | Siding Spring | SSS             | —         | MPC                           |
| 180682         | 2004 GK87  | 15 abr 2004 | Palomar       | NEAT            | —         | MPC                           |
| 180683         | 2004 HF    | 16 abr 2004 | Emerald Lane  | L. Ball         | —         | MPC                           |
| 180684         | 2004 HW1   | 20 abr 2004 | Desert Eagle  | W. K. Y. Yeung  | —         | MPC                           |
| 180685         | 2004 HC6   | 17 abr 2004 | Socorro       | LINEAR          | —         | MPC                           |
| 180686         | 2004 HN6   | 17 abr 2004 | Socorro       | LINEAR          | —         | MPC                           |
| 180687         | 2004 HO7   | 19 abr 2004 | Socorro       | LINEAR          | —         | MPC                           |
| 180688         | 2004 HN10  | 17 abr 2004 | Socorro       | LINEAR          | —         | MPC                           |
| 180689         | 2004 HU10  | 17 abr 2004 | Anderson Mesa | LONEOS          | —         | MPC                           |
| 180690         | 2004 HG15  | 16 abr 2004 | Kitt Peak     | Spacewatch      | —         | MPC                           |
| 180691         | 2004 HH19  | 19 abr 2004 | Socorro       | LINEAR          | —         | MPC                           |
| 180692         | 2004 HH24  | 16 abr 2004 | Palomar       | NEAT            | —         | MPC                           |
| 180693         | 2004 HB26  | 19 abr 2004 | Socorro       | LINEAR          | —         | MPC                           |
| 180694         | 2004 HD28  | 20 abr 2004 | Socorro       | LINEAR          | —         | MPC                           |
| 180695         | 2004 HA31  | 21 abr 2004 | Reedy Creek   | J. Broughton    | —         | MPC                           |
| 180696         | 2004 HO31  | 19 abr 2004 | Socorro       | LINEAR          | —         | MPC                           |
| 180697         | 2004 HF32  | 20 abr 2004 | Kitt Peak     | Spacewatch      | —         | MPC                           |
| 180698         | 2004 HH32  | 20 abr 2004 | Kitt Peak     | Spacewatch      | —         | MPC                           |
| 180699         | 2004 HZ33  | 16 abr 2004 | Socorro       | LINEAR          | —         | MPC                           |
| 180700         | 2004 HA44  | 21 abr 2004 | Socorro       | LINEAR          | —         | MPC                           |

## 180701–180800
| Designação    | Designação | Descoberta  | Descoberta       | Descobridor(es)        | Categoria | Mais informações / Referência |
| Permanente    | Provisória | Data        | Local            | Descobridor(es)        | Categoria | Mais informações / Referência |
| ------------- | ---------- | ----------- | ---------------- | ---------------------- | --------- | ----------------------------- |
| 180701        | 2004 HQ44  | 21 abr 2004 | Socorro          | LINEAR                 | —         | MPC                           |
| 180702        | 2004 HX45  | 21 abr 2004 | Socorro          | LINEAR                 | —         | MPC                           |
| 180703        | 2004 HW46  | 22 abr 2004 | Socorro          | LINEAR                 | —         | MPC                           |
| 180704        | 2004 HM48  | 22 abr 2004 | Siding Spring    | SSS                    | —         | MPC                           |
| 180705        | 2004 HA50  | 23 abr 2004 | Kitt Peak        | Spacewatch             | —         | MPC                           |
| 180706        | 2004 HJ50  | 23 abr 2004 | Catalina         | CSS                    | Pallas    | MPC                           |
| 180707        | 2004 HK50  | 23 abr 2004 | Catalina         | CSS                    | —         | MPC                           |
| 180708        | 2004 HD51  | 23 abr 2004 | Siding Spring    | SSS                    | —         | MPC                           |
| 180709        | 2004 HA62  | 26 abr 2004 | Kitt Peak        | Spacewatch             | —         | MPC                           |
| 180710        | 2004 HE67  | 21 abr 2004 | Kitt Peak        | Spacewatch             | —         | MPC                           |
| 180711        | 2004 HF78  | 21 abr 2004 | Kitt Peak        | Spacewatch             | —         | MPC                           |
| 180712        | 2004 HL78  | 21 abr 2004 | Kitt Peak        | Spacewatch             | —         | MPC                           |
| 180713        | 2004 JM5   | 10 mai 2004 | Catalina         | CSS                    | —         | MPC                           |
| 180714        | 2004 JS9   | 13 mai 2004 | Kitt Peak        | Spacewatch             | —         | MPC                           |
| 180715        | 2004 JN11  | 13 mai 2004 | Anderson Mesa    | LONEOS                 | —         | MPC                           |
| 180716        | 2004 JH12  | 13 mai 2004 | Palomar          | NEAT                   | —         | MPC                           |
| 180717        | 2004 JP17  | 12 mai 2004 | Siding Spring    | SSS                    | —         | MPC                           |
| 180718        | 2004 JD20  | 14 mai 2004 | Catalina         | CSS                    | —         | MPC                           |
| 180719        | 2004 JR21  | 9 mai 2004  | Kitt Peak        | Spacewatch             | —         | MPC                           |
| 180720        | 2004 JM22  | 9 mai 2004  | Kitt Peak        | Spacewatch             | —         | MPC                           |
| 180721        | 2004 JV22  | 10 mai 2004 | Haleakalā        | NEAT                   | —         | MPC                           |
| 180722        | 2004 JC24  | 15 mai 2004 | Socorro          | LINEAR                 | —         | MPC                           |
| 180723        | 2004 JG25  | 15 mai 2004 | Socorro          | LINEAR                 | —         | MPC                           |
| 180724        | 2004 JU25  | 15 mai 2004 | Socorro          | LINEAR                 | —         | MPC                           |
| 180725        | 2004 JA26  | 15 mai 2004 | Socorro          | LINEAR                 | —         | MPC                           |
| 180726        | 2004 JM26  | 15 mai 2004 | Socorro          | LINEAR                 | —         | MPC                           |
| 180727        | 2004 JT26  | 15 mai 2004 | Socorro          | LINEAR                 | —         | MPC                           |
| 180728        | 2004 JM27  | 15 mai 2004 | Socorro          | LINEAR                 | —         | MPC                           |
| 180729        | 2004 JE32  | 13 mai 2004 | Anderson Mesa    | LONEOS                 | —         | MPC                           |
| 180730        | 2004 JG33  | 15 mai 2004 | Socorro          | LINEAR                 | Phocaea   | MPC                           |
| 180731        | 2004 JW35  | 13 mai 2004 | Wrightwood       | J. W. Young            | —         | MPC                           |
| 180732        | 2004 JU40  | 14 mai 2004 | Kitt Peak        | Spacewatch             | —         | MPC                           |
| 180733        | 2004 JH42  | 15 mai 2004 | Needville        | Needville Obs.         | —         | MPC                           |
| 180734        | 2004 JE44  | 12 mai 2004 | Anderson Mesa    | LONEOS                 | —         | MPC                           |
| 180735        | 2004 JF44  | 12 mai 2004 | Anderson Mesa    | LONEOS                 | —         | MPC                           |
| 180736        | 2004 JG45  | 12 mai 2004 | Goodricke-Pigott | Goodricke-Pigott Obs.  | —         | MPC                           |
| 180737        | 2004 JH55  | 10 mai 2004 | Kitt Peak        | Spacewatch             | —         | MPC                           |
| 180738        | 2004 KW3   | 16 mai 2004 | Socorro          | LINEAR                 | —         | MPC                           |
| 180739 Barbet | 2004 KX7   | 19 mai 2004 | Saint-Sulpice    | B. Christophe          | —         | MPC                           |
| 180740        | 2004 KB14  | 22 mai 2004 | Catalina         | CSS                    | —         | MPC                           |
| 180741        | 2004 KL16  | 27 mai 2004 | Nogales          | Tenagra II Obs.        | —         | MPC                           |
| 180742        | 2004 LL2   | 6 jun 2004  | Catalina         | CSS                    | —         | MPC                           |
| 180743        | 2004 LR3   | 11 jun 2004 | Palomar          | NEAT                   | —         | MPC                           |
| 180744        | 2004 LM4   | 11 jun 2004 | Socorro          | LINEAR                 | —         | MPC                           |
| 180745        | 2004 LK7   | 11 jun 2004 | Socorro          | LINEAR                 | —         | MPC                           |
| 180746        | 2004 LA11  | 10 jun 2004 | Campo Imperatore | CINEOS                 | Ursula    | MPC                           |
| 180747        | 2004 LU14  | 11 jun 2004 | Kitt Peak        | Spacewatch             | —         | MPC                           |
| 180748        | 2004 LB16  | 12 jun 2004 | Socorro          | LINEAR                 | —         | MPC                           |
| 180749        | 2004 LT16  | 14 jun 2004 | Socorro          | LINEAR                 | —         | MPC                           |
| 180750        | 2004 LG21  | 12 jun 2004 | Socorro          | LINEAR                 | —         | MPC                           |
| 180751        | 2004 LR26  | 12 jun 2004 | Socorro          | LINEAR                 | —         | MPC                           |
| 180752        | 2004 NF    | 8 jul 2004  | Reedy Creek      | J. Broughton           | —         | MPC                           |
| 180753        | 2004 NY14  | 11 jul 2004 | Socorro          | LINEAR                 | —         | MPC                           |
| 180754        | 2004 NK27  | 11 jul 2004 | Socorro          | LINEAR                 | Ursula    | MPC                           |
| 180755        | 2004 NC29  | 14 jul 2004 | Socorro          | LINEAR                 | —         | MPC                           |
| 180756        | 2004 NF30  | 15 jul 2004 | Siding Spring    | SSS                    | —         | MPC                           |
| 180757        | 2004 NE33  | 14 jul 2004 | Siding Spring    | SSS                    | —         | MPC                           |
| 180758        | 2004 OF2   | 16 jul 2004 | Socorro          | LINEAR                 | —         | MPC                           |
| 180759        | 2004 OQ5   | 18 jul 2004 | Socorro          | LINEAR                 | —         | MPC                           |
| 180760        | 2004 OV5   | 18 jul 2004 | Reedy Creek      | J. Broughton           | —         | MPC                           |
| 180761        | 2004 OK6   | 16 jul 2004 | Socorro          | LINEAR                 | —         | MPC                           |
| 180762        | 2004 PC14  | 7 ago 2004  | Palomar          | NEAT                   | —         | MPC                           |
| 180763        | 2004 PA15  | 7 ago 2004  | Palomar          | NEAT                   | —         | MPC                           |
| 180764        | 2004 PO16  | 7 ago 2004  | Palomar          | NEAT                   | —         | MPC                           |
| 180765        | 2004 PJ18  | 8 ago 2004  | Anderson Mesa    | LONEOS                 | Ursula    | MPC                           |
| 180766        | 2004 PN22  | 8 ago 2004  | Socorro          | LINEAR                 | —         | MPC                           |
| 180767        | 2004 PC36  | 8 ago 2004  | Campo Imperatore | CINEOS                 | —         | MPC                           |
| 180768        | 2004 PK54  | 8 ago 2004  | Anderson Mesa    | LONEOS                 | —         | MPC                           |
| 180769        | 2004 PE58  | 9 ago 2004  | Socorro          | LINEAR                 | Ursula    | MPC                           |
| 180770        | 2004 PQ63  | 10 ago 2004 | Socorro          | LINEAR                 | —         | MPC                           |
| 180771        | 2004 PZ73  | 8 ago 2004  | Socorro          | LINEAR                 | —         | MPC                           |
| 180772        | 2004 PZ81  | 10 ago 2004 | Anderson Mesa    | LONEOS                 | —         | MPC                           |
| 180773        | 2004 PB105 | 12 ago 2004 | Palomar          | NEAT                   | —         | MPC                           |
| 180774        | 2004 QB1   | 17 ago 2004 | Socorro          | LINEAR                 | Juno      | MPC                           |
| 180775        | 2004 QP8   | 16 ago 2004 | Siding Spring    | SSS                    | —         | MPC                           |
| 180776        | 2004 QY10  | 21 ago 2004 | Siding Spring    | SSS                    | —         | MPC                           |
| 180777        | 2004 QU25  | 27 ago 2004 | Anderson Mesa    | LONEOS                 | —         | MPC                           |
| 180778        | 2004 RN16  | 7 set 2004  | Socorro          | LINEAR                 | —         | MPC                           |
| 180779        | 2004 RZ30  | 7 set 2004  | Socorro          | LINEAR                 | —         | MPC                           |
| 180780        | 2004 RY48  | 8 set 2004  | Socorro          | LINEAR                 | —         | MPC                           |
| 180781        | 2004 RU54  | 8 set 2004  | Socorro          | LINEAR                 | —         | MPC                           |
| 180782        | 2004 RH139 | 8 set 2004  | Socorro          | LINEAR                 | —         | MPC                           |
| 180783        | 2004 RK146 | 9 set 2004  | Socorro          | LINEAR                 | —         | MPC                           |
| 180784        | 2004 RB152 | 10 set 2004 | Socorro          | LINEAR                 | —         | MPC                           |
| 180785        | 2004 RE152 | 10 set 2004 | Socorro          | LINEAR                 | —         | MPC                           |
| 180786        | 2004 RO182 | 10 set 2004 | Socorro          | LINEAR                 | Ursula    | MPC                           |
| 180787        | 2004 RY189 | 10 set 2004 | Socorro          | LINEAR                 | —         | MPC                           |
| 180788        | 2004 RF195 | 10 set 2004 | Socorro          | LINEAR                 | —         | MPC                           |
| 180789        | 2004 RU216 | 11 set 2004 | Socorro          | LINEAR                 | —         | MPC                           |
| 180790        | 2004 SX9   | 16 set 2004 | Siding Spring    | SSS                    | Ursula    | MPC                           |
| 180791        | 2004 SO18  | 18 set 2004 | Socorro          | LINEAR                 | —         | MPC                           |
| 180792        | 2004 TZ338 | 12 out 2004 | Anderson Mesa    | LONEOS                 | Juno      | MPC                           |
| 180793        | 2004 XL23  | 8 dez 2004  | Socorro          | LINEAR                 | —         | MPC                           |
| 180794        | 2004 XD101 | 14 dez 2004 | Socorro          | LINEAR                 | —         | MPC                           |
| 180795        | 2004 YT4   | 17 dez 2004 | Anderson Mesa    | LONEOS                 | Juno      | MPC                           |
| 180796        | 2005 CB69  | 14 fev 2005 | La Silla         | A. Boattini, H. Scholl | —         | MPC                           |
| 180797        | 2005 EM7   | 1 mar 2005  | Kitt Peak        | Spacewatch             | —         | MPC                           |
| 180798        | 2005 EP23  | 3 mar 2005  | Catalina         | CSS                    | —         | MPC                           |
| 180799        | 2005 EZ34  | 3 mar 2005  | Kitt Peak        | Spacewatch             | —         | MPC                           |
| 180800        | 2005 ER64  | 4 mar 2005  | Mount Lemmon     | Mount Lemmon Survey    | —         | MPC                           |

## 180801–180900
| Designação       | Designação | Descoberta  | Descoberta    | Descobridor(es)     | Categoria | Mais informações / Referência |
| Permanente       | Provisória | Data        | Local         | Descobridor(es)     | Categoria | Mais informações / Referência |
| ---------------- | ---------- | ----------- | ------------- | ------------------- | --------- | ----------------------------- |
| 180801           | 2005 ET99  | 3 mar 2005  | Catalina      | CSS                 | —         | MPC                           |
| 180802           | 2005 EL101 | 3 mar 2005  | Kitt Peak     | Spacewatch          | —         | MPC                           |
| 180803           | 2005 EN117 | 4 mar 2005  | Mount Lemmon  | Mount Lemmon Survey | —         | MPC                           |
| 180804           | 2005 ET117 | 4 mar 2005  | Mount Lemmon  | Mount Lemmon Survey | —         | MPC                           |
| 180805           | 2005 EL148 | 10 mar 2005 | Kitt Peak     | Spacewatch          | —         | MPC                           |
| 180806           | 2005 EB151 | 10 mar 2005 | Kitt Peak     | Spacewatch          | —         | MPC                           |
| 180807           | 2005 EG164 | 10 mar 2005 | Mount Lemmon  | Mount Lemmon Survey | —         | MPC                           |
| 180808           | 2005 EU168 | 11 mar 2005 | Mount Lemmon  | Mount Lemmon Survey | —         | MPC                           |
| 180809           | 2005 EG179 | 9 mar 2005  | Kitt Peak     | Spacewatch          | —         | MPC                           |
| 180810           | 2005 EK206 | 13 mar 2005 | Catalina      | CSS                 | —         | MPC                           |
| 180811           | 2005 ET206 | 13 mar 2005 | Kitt Peak     | Spacewatch          | —         | MPC                           |
| 180812           | 2005 EB211 | 4 mar 2005  | Catalina      | CSS                 | —         | MPC                           |
| 180813           | 2005 EE239 | 11 mar 2005 | Kitt Peak     | Spacewatch          | —         | MPC                           |
| 180814           | 2005 EU268 | 14 mar 2005 | Mount Lemmon  | Mount Lemmon Survey | —         | MPC                           |
| 180815           | 2005 EB277 | 8 mar 2005  | Mount Lemmon  | Mount Lemmon Survey | —         | MPC                           |
| 180816           | 2005 EO280 | 10 mar 2005 | Catalina      | CSS                 | —         | MPC                           |
| 180817           | 2005 EG324 | 8 mar 2005  | Mount Lemmon  | Mount Lemmon Survey | —         | MPC                           |
| 180818           | 2005 FH4   | 30 mar 2005 | Catalina      | CSS                 | —         | MPC                           |
| 180819           | 2005 FP6   | 30 mar 2005 | Catalina      | CSS                 | —         | MPC                           |
| 180820           | 2005 FH11  | 17 mar 2005 | Kitt Peak     | Spacewatch          | —         | MPC                           |
| 180821           | 2005 GZ3   | 1 abr 2005  | Kitt Peak     | Spacewatch          | —         | MPC                           |
| 180822           | 2005 GO4   | 1 abr 2005  | Kitt Peak     | Spacewatch          | —         | MPC                           |
| 180823           | 2005 GB5   | 1 abr 2005  | Kitt Peak     | Spacewatch          | —         | MPC                           |
| 180824 Kabos     | 2005 GU8   | 2 abr 2005  | Piszkéstető   | K. Sárneczky        | —         | MPC                           |
| 180825           | 2005 GS9   | 2 abr 2005  | Siding Spring | R. H. McNaught      | —         | MPC                           |
| 180826           | 2005 GP19  | 2 abr 2005  | Mount Lemmon  | Mount Lemmon Survey | —         | MPC                           |
| 180827           | 2005 GV26  | 2 abr 2005  | Anderson Mesa | LONEOS              | —         | MPC                           |
| 180828           | 2005 GG38  | 3 abr 2005  | Palomar       | NEAT                | —         | MPC                           |
| 180829           | 2005 GK43  | 5 abr 2005  | Palomar       | NEAT                | —         | MPC                           |
| 180830           | 2005 GT43  | 5 abr 2005  | Anderson Mesa | LONEOS              | —         | MPC                           |
| 180831           | 2005 GO46  | 5 abr 2005  | Mount Lemmon  | Mount Lemmon Survey | —         | MPC                           |
| 180832           | 2005 GP46  | 5 abr 2005  | Mount Lemmon  | Mount Lemmon Survey | Mitidika  | MPC                           |
| 180833           | 2005 GP53  | 2 abr 2005  | Mount Lemmon  | Mount Lemmon Survey | —         | MPC                           |
| 180834           | 2005 GC58  | 6 abr 2005  | Mount Lemmon  | Mount Lemmon Survey | —         | MPC                           |
| 180835           | 2005 GX60  | 9 abr 2005  | RAS           | A. Lowe             | —         | MPC                           |
| 180836           | 2005 GG68  | 2 abr 2005  | Mount Lemmon  | Mount Lemmon Survey | —         | MPC                           |
| 180837           | 2005 GZ72  | 4 abr 2005  | Catalina      | CSS                 | —         | MPC                           |
| 180838           | 2005 GG76  | 5 abr 2005  | Catalina      | CSS                 | —         | MPC                           |
| 180839           | 2005 GE80  | 7 abr 2005  | Kitt Peak     | Spacewatch          | —         | MPC                           |
| 180840           | 2005 GM86  | 4 abr 2005  | Socorro       | LINEAR              | —         | MPC                           |
| 180841           | 2005 GH88  | 5 abr 2005  | Catalina      | CSS                 | —         | MPC                           |
| 180842           | 2005 GN93  | 6 abr 2005  | Kitt Peak     | Spacewatch          | —         | MPC                           |
| 180843           | 2005 GR107 | 10 abr 2005 | Mount Lemmon  | Mount Lemmon Survey | —         | MPC                           |
| 180844           | 2005 GX113 | 9 abr 2005  | Socorro       | LINEAR              | —         | MPC                           |
| 180845           | 2005 GG114 | 10 abr 2005 | Mount Lemmon  | Mount Lemmon Survey | —         | MPC                           |
| 180846           | 2005 GE133 | 10 abr 2005 | Kitt Peak     | Spacewatch          | —         | MPC                           |
| 180847           | 2005 GM136 | 10 abr 2005 | Kitt Peak     | Spacewatch          | —         | MPC                           |
| 180848           | 2005 GV152 | 13 abr 2005 | Anderson Mesa | LONEOS              | —         | MPC                           |
| 180849           | 2005 GX152 | 13 abr 2005 | Anderson Mesa | LONEOS              | —         | MPC                           |
| 180850           | 2005 GX160 | 13 abr 2005 | Anderson Mesa | LONEOS              | —         | MPC                           |
| 180851           | 2005 GZ161 | 14 abr 2005 | Catalina      | CSS                 | —         | MPC                           |
| 180852           | 2005 GA167 | 11 abr 2005 | Mount Lemmon  | Mount Lemmon Survey | —         | MPC                           |
| 180853           | 2005 GR167 | 11 abr 2005 | Mount Lemmon  | Mount Lemmon Survey | —         | MPC                           |
| 180854           | 2005 GF169 | 12 abr 2005 | Kitt Peak     | Spacewatch          | —         | MPC                           |
| 180855 Debrarose | 2005 GO205 | 11 abr 2005 | Kitt Peak     | M. W. Buie          | —         | MPC                           |
| 180856           | 2005 HX5   | 30 abr 2005 | Kitt Peak     | Spacewatch          | —         | MPC                           |
| 180857 Hofigéza  | 2005 HG7   | 28 abr 2005 | Piszkéstető   | K. Sárneczky        | —         | MPC                           |
| 180858           | 2005 HX7   | 30 abr 2005 | Palomar       | NEAT                | —         | MPC                           |
| 180859           | 2005 JA17  | 4 mai 2005  | Palomar       | NEAT                | —         | MPC                           |
| 180860           | 2005 JR19  | 4 mai 2005  | Socorro       | LINEAR              | —         | MPC                           |
| 180861           | 2005 JS22  | 1 mai 2005  | Palomar       | NEAT                | —         | MPC                           |
| 180862           | 2005 JM26  | 3 mai 2005  | Kitt Peak     | Spacewatch          | —         | MPC                           |
| 180863           | 2005 JE27  | 3 mai 2005  | Kitt Peak     | Spacewatch          | —         | MPC                           |
| 180864           | 2005 JL27  | 3 mai 2005  | Socorro       | LINEAR              | —         | MPC                           |
| 180865           | 2005 JW28  | 3 mai 2005  | Kitt Peak     | Spacewatch          | —         | MPC                           |
| 180866           | 2005 JC35  | 4 mai 2005  | Kitt Peak     | Spacewatch          | —         | MPC                           |
| 180867           | 2005 JO41  | 7 mai 2005  | Mount Lemmon  | Mount Lemmon Survey | —         | MPC                           |
| 180868           | 2005 JP42  | 8 mai 2005  | Anderson Mesa | LONEOS              | —         | MPC                           |
| 180869           | 2005 JZ42  | 8 mai 2005  | Socorro       | LINEAR              | —         | MPC                           |
| 180870           | 2005 JR44  | 8 mai 2005  | Mount Lemmon  | Mount Lemmon Survey | Mitidika  | MPC                           |
| 180871           | 2005 JS54  | 4 mai 2005  | Mount Lemmon  | Mount Lemmon Survey | —         | MPC                           |
| 180872           | 2005 JQ74  | 8 mai 2005  | Mount Lemmon  | Mount Lemmon Survey | —         | MPC                           |
| 180873           | 2005 JZ74  | 8 mai 2005  | Siding Spring | SSS                 | —         | MPC                           |
| 180874           | 2005 JW81  | 3 mai 2005  | Kitt Peak     | Spacewatch          | —         | MPC                           |
| 180875           | 2005 JR84  | 8 mai 2005  | Catalina      | CSS                 | —         | MPC                           |
| 180876           | 2005 JU88  | 10 mai 2005 | Kitt Peak     | Spacewatch          | —         | MPC                           |
| 180877           | 2005 JF90  | 11 mai 2005 | Mount Lemmon  | Mount Lemmon Survey | —         | MPC                           |
| 180878           | 2005 JQ91  | 10 mai 2005 | Mount Lemmon  | Mount Lemmon Survey | —         | MPC                           |
| 180879           | 2005 JU93  | 11 mai 2005 | Palomar       | NEAT                | —         | MPC                           |
| 180880           | 2005 JN101 | 9 mai 2005  | Mount Lemmon  | Mount Lemmon Survey | —         | MPC                           |
| 180881           | 2005 JK104 | 10 mai 2005 | Mount Lemmon  | Mount Lemmon Survey | —         | MPC                           |
| 180882           | 2005 JU111 | 9 mai 2005  | Anderson Mesa | LONEOS              | —         | MPC                           |
| 180883           | 2005 JQ112 | 9 mai 2005  | Catalina      | CSS                 | —         | MPC                           |
| 180884           | 2005 JG117 | 10 mai 2005 | Kitt Peak     | Spacewatch          | —         | MPC                           |
| 180885           | 2005 JX122 | 11 mai 2005 | Kitt Peak     | Spacewatch          | —         | MPC                           |
| 180886           | 2005 JZ122 | 11 mai 2005 | Kitt Peak     | Spacewatch          | —         | MPC                           |
| 180887           | 2005 JY124 | 11 mai 2005 | Kitt Peak     | Spacewatch          | —         | MPC                           |
| 180888           | 2005 JW125 | 11 mai 2005 | Palomar       | NEAT                | —         | MPC                           |
| 180889           | 2005 JR133 | 14 mai 2005 | Kitt Peak     | Spacewatch          | —         | MPC                           |
| 180890           | 2005 JL135 | 15 mai 2005 | Mount Lemmon  | Mount Lemmon Survey | —         | MPC                           |
| 180891           | 2005 JL137 | 13 mai 2005 | Kitt Peak     | Spacewatch          | —         | MPC                           |
| 180892           | 2005 JZ144 | 15 mai 2005 | Mount Lemmon  | Mount Lemmon Survey | —         | MPC                           |
| 180893           | 2005 JU146 | 14 mai 2005 | Kitt Peak     | Spacewatch          | —         | MPC                           |
| 180894           | 2005 JV149 | 3 mai 2005  | Kitt Peak     | Spacewatch          | —         | MPC                           |
| 180895           | 2005 JQ156 | 4 mai 2005  | Palomar       | NEAT                | —         | MPC                           |
| 180896           | 2005 JP160 | 8 mai 2005  | Anderson Mesa | LONEOS              | —         | MPC                           |
| 180897           | 2005 JC161 | 8 mai 2005  | Kitt Peak     | Spacewatch          | —         | MPC                           |
| 180898           | 2005 JQ162 | 8 mai 2005  | Kitt Peak     | Spacewatch          | —         | MPC                           |
| 180899           | 2005 JC163 | 8 mai 2005  | Mount Lemmon  | Mount Lemmon Survey | —         | MPC                           |
| 180900           | 2005 JD165 | 10 mai 2005 | Mount Lemmon  | Mount Lemmon Survey | Mitidika  | MPC                           |

## 180901–181000
| Designação | Designação | Descoberta  | Descoberta       | Descobridor(es)     | Categoria | Mais informações / Referência |
| Permanente | Provisória | Data        | Local            | Descobridor(es)     | Categoria | Mais informações / Referência |
| ---------- | ---------- | ----------- | ---------------- | ------------------- | --------- | ----------------------------- |
| 180901     | 2005 JL167 | 12 mai 2005 | Socorro          | LINEAR              | —         | MPC                           |
| 180902     | 2005 JX167 | 13 mai 2005 | Mount Lemmon     | Mount Lemmon Survey | —         | MPC                           |
| 180903     | 2005 JW178 | 13 mai 2005 | Kitt Peak        | Spacewatch          | —         | MPC                           |
| 180904     | 2005 JG179 | 14 mai 2005 | Palomar          | NEAT                | —         | MPC                           |
| 180905     | 2005 JU181 | 1 mai 2005  | Palomar          | NEAT                | —         | MPC                           |
| 180906     | 2005 KB6   | 18 mai 2005 | Palomar          | NEAT                | —         | MPC                           |
| 180907     | 2005 KW7   | 20 mai 2005 | Mount Lemmon     | Mount Lemmon Survey | —         | MPC                           |
| 180908     | 2005 KT8   | 16 mai 2005 | Mount Lemmon     | Mount Lemmon Survey | —         | MPC                           |
| 180909     | 2005 KA10  | 30 mai 2005 | Reedy Creek      | J. Broughton        | —         | MPC                           |
| 180910     | 2005 KB11  | 31 mai 2005 | Reedy Creek      | J. Broughton        | —         | MPC                           |
| 180911     | 2005 KN11  | 30 mai 2005 | Siding Spring    | SSS                 | —         | MPC                           |
| 180912     | 2005 LY2   | 2 jun 2005  | Catalina         | CSS                 | —         | MPC                           |
| 180913     | 2005 LD4   | 1 jun 2005  | Kitt Peak        | Spacewatch          | —         | MPC                           |
| 180914     | 2005 LM5   | 2 jun 2005  | Siding Spring    | SSS                 | —         | MPC                           |
| 180915     | 2005 LO5   | 2 jun 2005  | Siding Spring    | SSS                 | —         | MPC                           |
| 180916     | 2005 LU9   | 1 jun 2005  | Kitt Peak        | Spacewatch          | —         | MPC                           |
| 180917     | 2005 LZ9   | 2 jun 2005  | Siding Spring    | SSS                 | —         | MPC                           |
| 180918     | 2005 LJ11  | 3 jun 2005  | Kitt Peak        | Spacewatch          | —         | MPC                           |
| 180919     | 2005 LU14  | 5 jun 2005  | Kitt Peak        | Spacewatch          | —         | MPC                           |
| 180920     | 2005 LN16  | 5 jun 2005  | Kitt Peak        | Spacewatch          | —         | MPC                           |
| 180921     | 2005 LV16  | 6 jun 2005  | Kitt Peak        | Spacewatch          | —         | MPC                           |
| 180922     | 2005 LY16  | 6 jun 2005  | Kitt Peak        | Spacewatch          | —         | MPC                           |
| 180923     | 2005 LG17  | 6 jun 2005  | Kitt Peak        | Spacewatch          | —         | MPC                           |
| 180924     | 2005 LH17  | 6 jun 2005  | Kitt Peak        | Spacewatch          | —         | MPC                           |
| 180925     | 2005 LY23  | 3 jun 2005  | Siding Spring    | SSS                 | —         | MPC                           |
| 180926     | 2005 LD24  | 11 jun 2005 | Junk Bond        | Junk Bond Obs.      | —         | MPC                           |
| 180927     | 2005 LX24  | 7 jun 2005  | Catalina         | CSS                 | —         | MPC                           |
| 180928     | 2005 LX26  | 8 jun 2005  | Kitt Peak        | Spacewatch          | —         | MPC                           |
| 180929     | 2005 LG27  | 9 jun 2005  | Kitt Peak        | Spacewatch          | —         | MPC                           |
| 180930     | 2005 LS30  | 12 jun 2005 | Kitt Peak        | Spacewatch          | —         | MPC                           |
| 180931     | 2005 LW30  | 12 jun 2005 | 7300 Observatory | 7300 Obs.           | —         | MPC                           |
| 180932     | 2005 LG31  | 13 jun 2005 | Mount Lemmon     | Mount Lemmon Survey | —         | MPC                           |
| 180933     | 2005 LR32  | 9 jun 2005  | Kitt Peak        | Spacewatch          | —         | MPC                           |
| 180934     | 2005 LE33  | 10 jun 2005 | Kitt Peak        | Spacewatch          | —         | MPC                           |
| 180935     | 2005 LP38  | 11 jun 2005 | Kitt Peak        | Spacewatch          | —         | MPC                           |
| 180936     | 2005 LM40  | 14 jun 2005 | Kitt Peak        | Spacewatch          | —         | MPC                           |
| 180937     | 2005 LM41  | 12 jun 2005 | Kitt Peak        | Spacewatch          | —         | MPC                           |
| 180938     | 2005 LH45  | 13 jun 2005 | Kitt Peak        | Spacewatch          | —         | MPC                           |
| 180939     | 2005 LE51  | 13 jun 2005 | Mount Lemmon     | Mount Lemmon Survey | —         | MPC                           |
| 180940     | 2005 ML2   | 17 jun 2005 | Mount Lemmon     | Mount Lemmon Survey | —         | MPC                           |
| 180941     | 2005 MX2   | 18 jun 2005 | Mount Lemmon     | Mount Lemmon Survey | —         | MPC                           |
| 180942     | 2005 MB3   | 20 jun 2005 | Palomar          | NEAT                | —         | MPC                           |
| 180943     | 2005 ML4   | 17 jun 2005 | Mount Lemmon     | Mount Lemmon Survey | —         | MPC                           |
| 180944     | 2005 MH8   | 27 jun 2005 | Kitt Peak        | Spacewatch          | —         | MPC                           |
| 180945     | 2005 MR10  | 27 jun 2005 | Kitt Peak        | Spacewatch          | —         | MPC                           |
| 180946     | 2005 MH12  | 28 jun 2005 | Palomar          | NEAT                | —         | MPC                           |
| 180947     | 2005 MQ13  | 27 jun 2005 | Junk Bond        | D. Healy            | —         | MPC                           |
| 180948     | 2005 MT15  | 28 jun 2005 | Mount Lemmon     | Mount Lemmon Survey | —         | MPC                           |
| 180949     | 2005 MA17  | 27 jun 2005 | Kitt Peak        | Spacewatch          | —         | MPC                           |
| 180950     | 2005 MT17  | 27 jun 2005 | Kitt Peak        | Spacewatch          | —         | MPC                           |
| 180951     | 2005 MZ21  | 30 jun 2005 | Kitt Peak        | Spacewatch          | —         | MPC                           |
| 180952     | 2005 ML22  | 30 jun 2005 | Kitt Peak        | Spacewatch          | —         | MPC                           |
| 180953     | 2005 MR22  | 30 jun 2005 | Kitt Peak        | Spacewatch          | —         | MPC                           |
| 180954     | 2005 MU22  | 30 jun 2005 | Kitt Peak        | Spacewatch          | —         | MPC                           |
| 180955     | 2005 MU29  | 29 jun 2005 | Kitt Peak        | Spacewatch          | —         | MPC                           |
| 180956     | 2005 MV31  | 28 jun 2005 | Palomar          | NEAT                | Mitidika  | MPC                           |
| 180957     | 2005 MB32  | 28 jun 2005 | Palomar          | NEAT                | —         | MPC                           |
| 180958     | 2005 MO33  | 29 jun 2005 | Kitt Peak        | Spacewatch          | —         | MPC                           |
| 180959     | 2005 MJ34  | 29 jun 2005 | Palomar          | NEAT                | —         | MPC                           |
| 180960     | 2005 MX34  | 29 jun 2005 | Palomar          | NEAT                | —         | MPC                           |
| 180961     | 2005 MJ35  | 30 jun 2005 | Kitt Peak        | Spacewatch          | Chloris   | MPC                           |
| 180962     | 2005 MW35  | 30 jun 2005 | Kitt Peak        | Spacewatch          | Mitidika  | MPC                           |
| 180963     | 2005 MK36  | 30 jun 2005 | Kitt Peak        | Spacewatch          | —         | MPC                           |
| 180964     | 2005 MS36  | 30 jun 2005 | Kitt Peak        | Spacewatch          | —         | MPC                           |
| 180965     | 2005 MB37  | 30 jun 2005 | Kitt Peak        | Spacewatch          | Themis    | MPC                           |
| 180966     | 2005 MH37  | 30 jun 2005 | Kitt Peak        | Spacewatch          | —         | MPC                           |
| 180967     | 2005 MJ37  | 30 jun 2005 | Kitt Peak        | Spacewatch          | —         | MPC                           |
| 180968     | 2005 MX37  | 30 jun 2005 | Palomar          | NEAT                | —         | MPC                           |
| 180969     | 2005 MM39  | 29 jun 2005 | Kitt Peak        | Spacewatch          | —         | MPC                           |
| 180970     | 2005 MN39  | 29 jun 2005 | Palomar          | NEAT                | —         | MPC                           |
| 180971     | 2005 MX39  | 29 jun 2005 | Palomar          | NEAT                | —         | MPC                           |
| 180972     | 2005 MB42  | 28 jun 2005 | Palomar          | NEAT                | —         | MPC                           |
| 180973     | 2005 MS46  | 28 jun 2005 | Palomar          | NEAT                | —         | MPC                           |
| 180974     | 2005 MB47  | 28 jun 2005 | Palomar          | NEAT                | —         | MPC                           |
| 180975     | 2005 MM48  | 29 jun 2005 | Kitt Peak        | Spacewatch          | —         | MPC                           |
| 180976     | 2005 MU49  | 30 jun 2005 | Kitt Peak        | Spacewatch          | —         | MPC                           |
| 180977     | 2005 NB1   | 4 jul 2005  | RAS              | A. Lowe             | —         | MPC                           |
| 180978     | 2005 NZ5   | 4 jul 2005  | Kitt Peak        | Spacewatch          | —         | MPC                           |
| 180979     | 2005 NW7   | 1 jul 2005  | Kitt Peak        | Spacewatch          | —         | MPC                           |
| 180980     | 2005 NQ8   | 1 jul 2005  | Kitt Peak        | Spacewatch          | —         | MPC                           |
| 180981     | 2005 NN9   | 1 jul 2005  | Kitt Peak        | Spacewatch          | —         | MPC                           |
| 180982     | 2005 NU11  | 4 jul 2005  | Kitt Peak        | Spacewatch          | —         | MPC                           |
| 180983     | 2005 NU12  | 4 jul 2005  | Mount Lemmon     | Mount Lemmon Survey | —         | MPC                           |
| 180984     | 2005 NX12  | 4 jul 2005  | Palomar          | NEAT                | —         | MPC                           |
| 180985     | 2005 NC13  | 4 jul 2005  | Mount Lemmon     | Mount Lemmon Survey | —         | MPC                           |
| 180986     | 2005 NK14  | 5 jul 2005  | Kitt Peak        | Spacewatch          | —         | MPC                           |
| 180987     | 2005 NU15  | 2 jul 2005  | Kitt Peak        | Spacewatch          | —         | MPC                           |
| 180988     | 2005 NY15  | 2 jul 2005  | Kitt Peak        | Spacewatch          | —         | MPC                           |
| 180989     | 2005 NO16  | 2 jul 2005  | Kitt Peak        | Spacewatch          | —         | MPC                           |
| 180990     | 2005 NL17  | 3 jul 2005  | Mount Lemmon     | Mount Lemmon Survey | —         | MPC                           |
| 180991     | 2005 NP19  | 5 jul 2005  | Mount Lemmon     | Mount Lemmon Survey | —         | MPC                           |
| 180992     | 2005 NF20  | 4 jul 2005  | Socorro          | LINEAR              | —         | MPC                           |
| 180993     | 2005 NQ20  | 2 jul 2005  | Reedy Creek      | J. Broughton        | —         | MPC                           |
| 180994     | 2005 NT21  | 1 jul 2005  | Kitt Peak        | Spacewatch          | —         | MPC                           |
| 180995     | 2005 NG22  | 1 jul 2005  | Kitt Peak        | Spacewatch          | Eos       | MPC                           |
| 180996     | 2005 NT23  | 4 jul 2005  | Kitt Peak        | Spacewatch          | Maria     | MPC                           |
| 180997     | 2005 NW29  | 3 jul 2005  | Mount Lemmon     | Mount Lemmon Survey | —         | MPC                           |
| 180998     | 2005 NF36  | 5 jul 2005  | Palomar          | NEAT                | —         | MPC                           |
| 180999     | 2005 NE39  | 6 jul 2005  | Reedy Creek      | J. Broughton        | —         | MPC                           |
| 181000     | 2005 NH39  | 6 jul 2005  | Reedy Creek      | J. Broughton        | —         | MPC                           |